# Adelaide
Adelaide (/ˈædɪleɪd/ ⓘ) là thủ phủ và thành phố lớn nhất bang Nam Úc, và là thành phố lớn thứ 5 ở Úc. Vào tháng 6/2017, Adelaide có dân số ước tính là 1.333.927 người. Adelaide chiếm 75 % dân số bang Nam Úc, làm cho nó trở thành thủ phủ có dân số tập trung nhất trong bất kỳ tiểu bang nào ở Úc.
Adelaide nằm ở phía bắc bán đảo Fleurieu, trên đồng bằng Adelaide giữa vịnh St Vincent và dãy núi Lofty thấp nằm xung quanh thành phố. Adelaide trải dài 20 km (12 dặm) từ bờ biển đến chân đồi, và từ 94 đến 104 km (58 đến 65 mi) từ Gawler ở phía bắc thành phố đến Bãi biển Sellicks ở phía nam.
Được đặt theo tên của Adelheid xứ Sachsen-Meiningen, hoàng hậu của vua William IV của Anh, thành phố được thành lập năm 1836 như là thủ phủ được lên kế hoạch cho một tỉnh của người Anh định cư tự do tại Úc. Đại tá William Light, một trong những người sáng lập của Adelaide, đã thiết kế thành phố và chọn vị trí của nó gần sông Torrens, trong khu vực ban đầu có người Kaurna sinh sống. Thiết kế của ánh sáng đặt ra Adelaide trong một bố trí lưới, xen kẽ bởi đại lộ rộng và quảng trường công cộng lớn, và hoàn toàn được bao quanh bởi công viên. Adelaide sớm được hình thành bởi sự thịnh vượng và giàu có - cho đến chiến tranh thế giới thứ hai, nó là thành phố lớn thứ ba của Úc và là một trong số ít thành phố của Úc không có tiền sử về kết án tội phạm. Thành phố đã được ghi nhận về tự do tôn giáo, một cam kết về sự tiến bộ chính trị và tự do dân sự. Adelaide được gọi là "Thành phố của các Giáo hội" kể từ giữa thế kỷ 19, đề cập đến sự đa dạng của các tín ngưỡng. Từ "Adelaidean" được sử dụng để chỉ thành phố và cư dân của thành phố.
Là trụ sở chính phủ và trung tâm thương mại của Nam Úc, Adelaide là địa điểm của nhiều tổ chức chính phủ và tài chính. Hầu hết trong số này được tập trung ở trung tâm thành phố dọc theo đại lộ văn hóa North Terrace, King William và ở các quận khác nhau của khu vực đô thị. Ngày nay, Adelaide được biết đến với nhiều lễ hội và sự kiện thể thao, thức ăn và rượu vang, những bãi biển dài và các khu vực sản xuất và quốc phòng lớn. Nó xếp hạng cao về chất lượng cuộc sống, được liệt kê trong 10 thành phố đáng sống nhất trên thế giới, trong số 140 thành phố trên toàn thế giới bởi "The Economist Intelligence Unit". Thành phố cũng được xếp hạng là thành phố đáng sống nhất ở Úc bởi Hội đồng bất động sản Úc năm 2011, 2012 và năm 2013.

## Lịch sử

### Trước khi người châu Âu đến

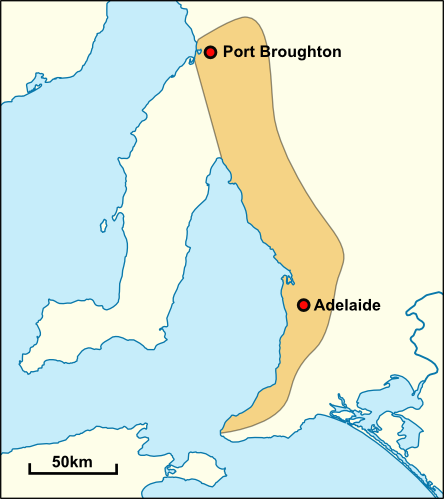
Mức độ gần đúng của lãnh thổ Kaurna, dựa trên mô tả của Amery (2000)

Trước khi tuyên bố là một khu định cư của Anh vào năm 1836, khu vực xung quanh Adelaide là nơi sinh sống của thổ dân Kaurna bản địa (phát âm là "Garner").
Văn hóa và ngôn ngữ của Kaurna gần như bị phá hủy hoàn toàn trong vòng vài thập kỷ sau khi người châu Âu thiết lập khu định cư ở Nam Úc, nhưng tài liệu mở rộng của các nhà truyền giáo đầu tiên và các nhà nghiên cứu khác đã cho phép một sự hồi sinh hiện đại của cả hai.

### Thế kỉ 19

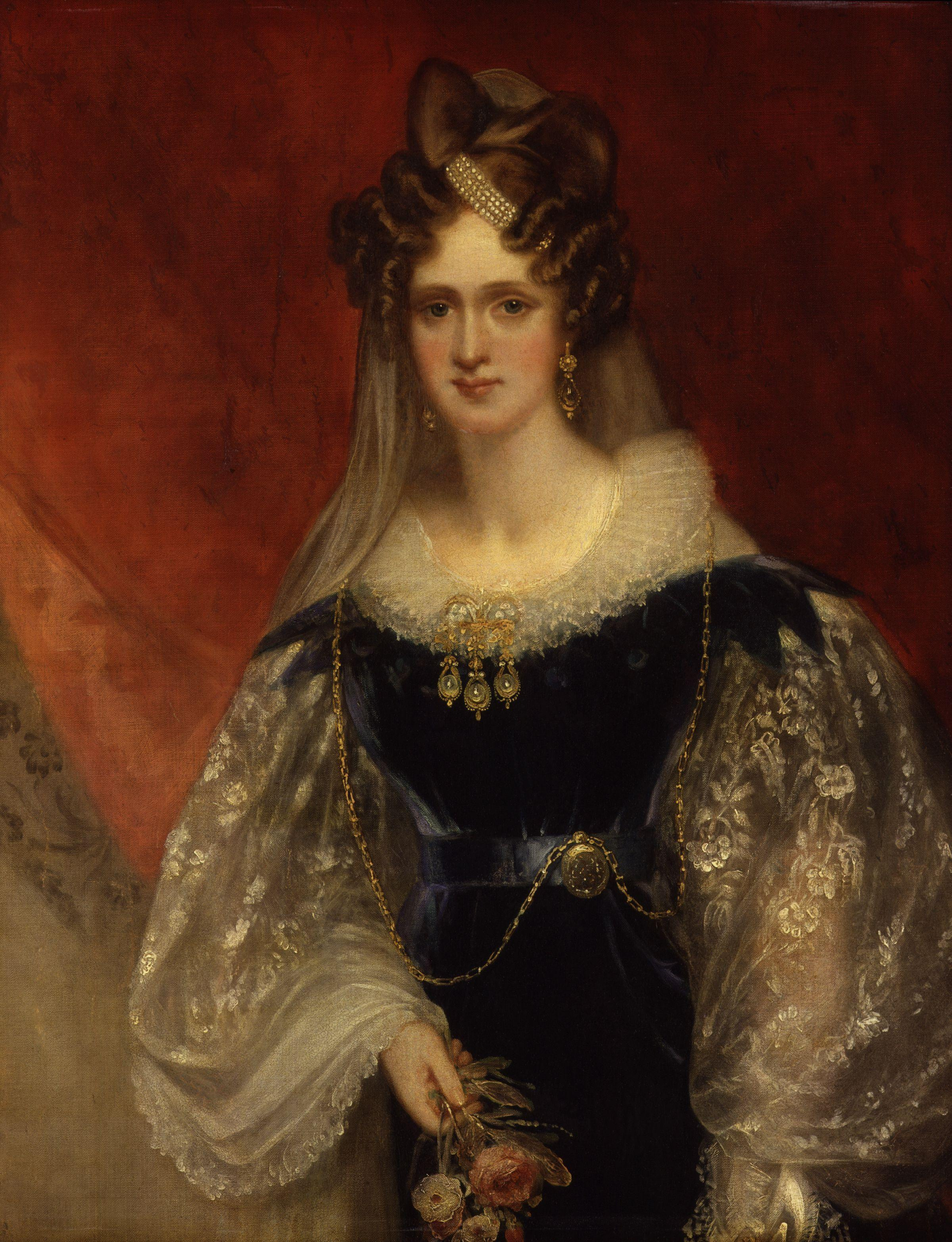
Vương hậu Adelheld, người được đặt tên cho thành phố

Nam Úc đã chính thức tuyên bố là một thuộc địa của Anh vào ngày 28 tháng 12 năm 1836, gần The Old Gum Tree ở khu vực hiện nay là vùng ngoại ô của Glenelg North. Sự kiện này được kỷ niệm tại Nam Úc với tư cách là Ngày công bố. Vị trí của thủ phủ thuộc địa được khảo sát và trình bày bởi Đại tá William Light, Tổng điều tra đầu tiên của Nam Úc, thông qua thiết kế do kiến trúc sư George Strickland Kingston thực hiện.
Adelaide được thành lập như một thuộc địa có kế hoạch của những người nhập cư tự do, những quyền tự do dân sự đầy hứa hẹn và tự do khỏi sự bức hại tôn giáo, dựa trên những ý tưởng của Edward Gibbon Wakefield. Wakefield đã đọc các thông tin của khu định cư Úc khi ở trong tù ở London vì âm mưu bắt cóc một nữ thừa kế, và nhận ra rằng các thuộc địa phía Đông khổ cực vì thiếu lao động sẵn có, do hạnh bố thí tài trợ đất cho tất cả lượt. Ý tưởng của Wakefield là dành cho Chính phủ để khảo sát và bán đất ở một mức giá có thể duy trì giá trị đất đủ cao để không thể kiếm được cho người lao động và người đi lại. Số tiền thu được từ việc bán đất đã được sử dụng để đưa ra những người di cư trong tầng lớp lao động, những người sẽ phải làm việc chăm chỉ cho những người định cư độc thân có đủ tiền mua đất của họ. Theo chính sách này, Adelaide không chia sẻ lịch sử giải quyết án tù của các thành phố khác của Úc như Sydney, Melbourne, Brisbane và Hobart.
Như người ta tin rằng trong một thuộc địa của những người định cư tự do sẽ có ít tội phạm, không có điều khoản nào được thực hiện cho một thỏa thuận trong kế hoạch năm 1837 của Đại tá Light. Nhưng vào giữa năm 1837, Cơ quan đăng ký Nam Úc đã cảnh cáo những tù nhân trốn thoát khỏi New South Wales và những người đấu thầu tạm thời bị tra tấn. Sau vụ trộm, giết người và hai vụ giết người tại Adelaide vào tháng 3 năm 1838, Thống đốc Hindmarsh đã thành lập Lực lượng Cảnh sát Nam Úc (nay là Cảnh sát Nam Úc) vào tháng 4 năm 1838 dưới quyền Henry Inman 21 tuổi. Cảnh sát trưởng đầu tiên, Samuel Smart, bị thương trong một vụ cướp, và vào ngày 2 tháng 5 năm 1838, một trong những kẻ phạm tội, Michael Magee, trở thành người đầu tiên bị xử tử bằng cách treo cổ ở Nam Úc. William Baker Ashton được bổ nhiệm làm thống đốc nhà tù tạm thời vào năm 1839, và năm 1840 George Strickland Kingston được ủy nhiệm để thiết kế trại giam mới của Adelaide. Việc xây dựng nhà tù Adelaide bắt đầu vào năm 1841.
Thống đốc đầu tiên của Nam Úc, John Hindmarsh, đã đụng độ thường xuyên với những người khác, đặc biệt là ủy viên thường trú, James Hurtle Fisher. Khu vực nông thôn xung quanh Adelaide được khảo sát bởi Light để chuẩn bị bán tổng cộng hơn 405 km2 (156 sq mi) đất. Nền kinh tế đầu tiên của Adelaide bắt đầu đứng vững vào năm 1838 với việc nhập gia súc từ Victoria, New South Wales và Tasmania. Sản xuất len cung cấp một cơ sở sớm cho nền kinh tế Nam Úc. Đến năm 1860, các trang trại lúa mì đã được thành lập từ Vịnh Encounter ở phía nam đến Clare ở phía bắc.
George Gawler đã tiếp quản từ Hindmarsh vào cuối năm 1838 và, mặc dù dưới sự chỉ huy của Ủy ban Chọn ở Nam Úc ở Anh không thực hiện bất kỳ công trình công cộng nào, nhanh chóng giám sát việc xây dựng nhà của thống đốc, Nhà tù Adelaide, doanh trại cảnh sát, bệnh viện, nhà hải quan và bến cảng ở Cảng Adelaide. Gawler bị thu hồi và thay thế bởi George Edward Grey vào năm 1841. Grey cắt giảm chi tiêu công chống lại sự phản đối nặng nề, mặc dù tác động của nó không đáng kể vào thời điểm này: bạc được phát hiện ở Glen Osmond năm đó, nông nghiệp đang được tiến hành và các mỏ khác mọc lên khắp nơi tiểu bang, trợ giúp phát triển thương mại của Adelaide. Thành phố xuất khẩu thịt, len, rượu vang, trái cây và lúa mì vào thời điểm mà Gray để lại vào năm 1845, tương phản với một điểm thấp vào năm 1842 khi một phần ba các ngôi nhà ở Adelaide bị bỏ hoang.

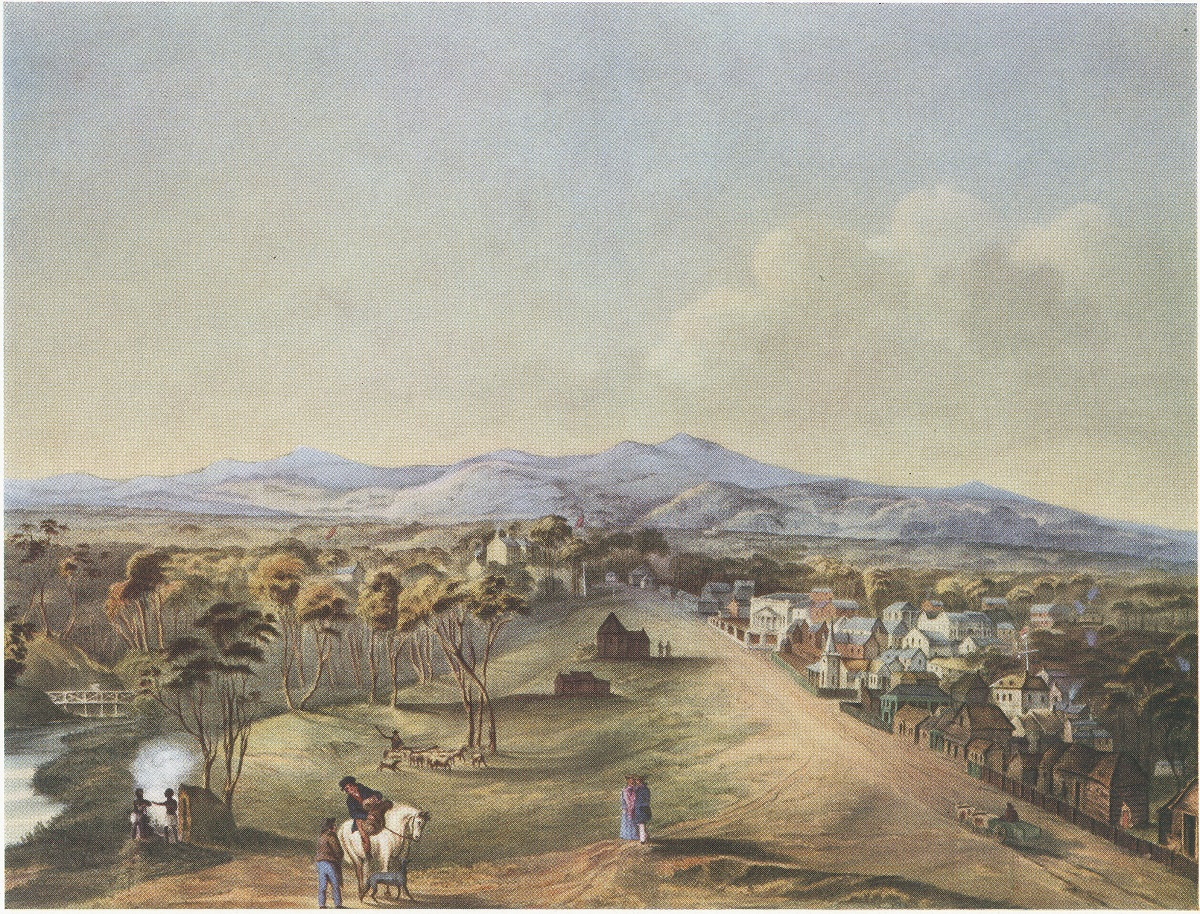
North Terrace năm 1841

Liên kết thương mại với các bang còn lại của Úc được thành lập sau khi Sông Murray được điều hành thành công vào năm 1853 bởi Francis Cadell, một cư dân Adelaide. Nam Úc đã trở thành một thuộc địa tự quản vào năm 1856 với sự phê chuẩn hiến pháp mới của quốc hội Anh. Phiếu bầu bí mật đã được giới thiệu, và một quốc hội lưỡng viện được bầu vào ngày 9 tháng 3 năm 1857, trong đó có 109.917 người sống trong tỉnh.
Vào năm 1860, hồ chứa Thorndon Park đã được mở, cuối cùng là cung cấp nguồn nước thay thế cho Sông Torrens hiện đang bị đục. Ánh sáng đường phố khí được thực hiện vào năm 1867, Đại học Adelaide được thành lập vào năm 1874, Phòng trưng bày Nghệ thuật Nam Úc mở cửa vào năm 1881 và Hồ chứa nước Happy Valley mở cửa vào năm 1896. Vào những năm 1890, Úc bị ảnh hưởng nặng nề về kinh tế, kết thúc một kỷ nguyên bận rộn của sự bùng nổ đất và sự mở rộng xáo trộn. Các tổ chức tài chính ở Melbourne và các ngân hàng ở Sydney đóng cửa. Tỷ suất sinh của quốc gia giảm và nhập cư đã giảm xuống mức thấp. Giá trị xuất khẩu của Nam Úc giảm gần một nửa. Vụ thu hoạch hạn hán và nghèo khó từ năm 1884 đã làm phức tạp thêm vấn đề, với một số gia đình rời Tây Úc. Adelaide không bị ảnh hưởng nặng nề như các thành phố lớn hơn ở Sydney và Melbourne, và những khám phá tài nguyên như bạc và chì tại Broken Hill đã tạo ra một chút nhẹ nhõm. Chỉ có một năm thâm hụt đã được ghi nhận, nhưng giá đã trả là giảm chi phí và chi tiêu công. Rượu và đồng là ngành duy nhất không bị suy thoái.

### Thế kỉ 20
Ánh sáng đường phố điện được giới thiệu vào năm 1900 và xe điện đã vận chuyển hành khách vào năm 1909. 28.000 người đàn ông được cử đi chiến tranh trong chiến tranh thế giới thứ nhất. Sử gia FW Crowley đã kiểm tra các báo cáo về du khách vào đầu thế kỷ 20, lưu ý rằng "nhiều du khách đến Adelaide ngưỡng mộ lập kế hoạch dự đoán của những người sáng lập của nó ", cũng như cân nhắc sự giàu có của thành phố trẻ. Adelaide bùng nổ sau chiến tranh, bước vào một thời kỳ thịnh vượng tương đối. Dân số tăng lên, và thành phố trở thành khu vực đô thị đông dân thứ ba trong nước, sau Sydney và Melbourne. Nhưng sự thịnh vượng của Adelaide ngắn ngủi, với sự trở lại của hạn hán và cuộc Đại suy thoái của những năm 1930. Sau này thành phố phục hồi trở lại dưới sự lãnh đạo của chính phủ. Các ngành công nghiệp phụ giúp giảm sự phụ thuộc của nhà nước vào các ngành công nghiệp sơ cấp. Chiến tranh thế giới thứ hai đã mang lại sự kích thích và đa dạng hóa công nghiệp cho Adelaide dưới quyền của Chính phủ Playford, nơi đã ủng hộ Adelaide như một nơi an toàn để sản xuất do vị trí ít bị tổn thương hơn. Đóng tàu được mở rộng tại cảng Whyalla gần đó.

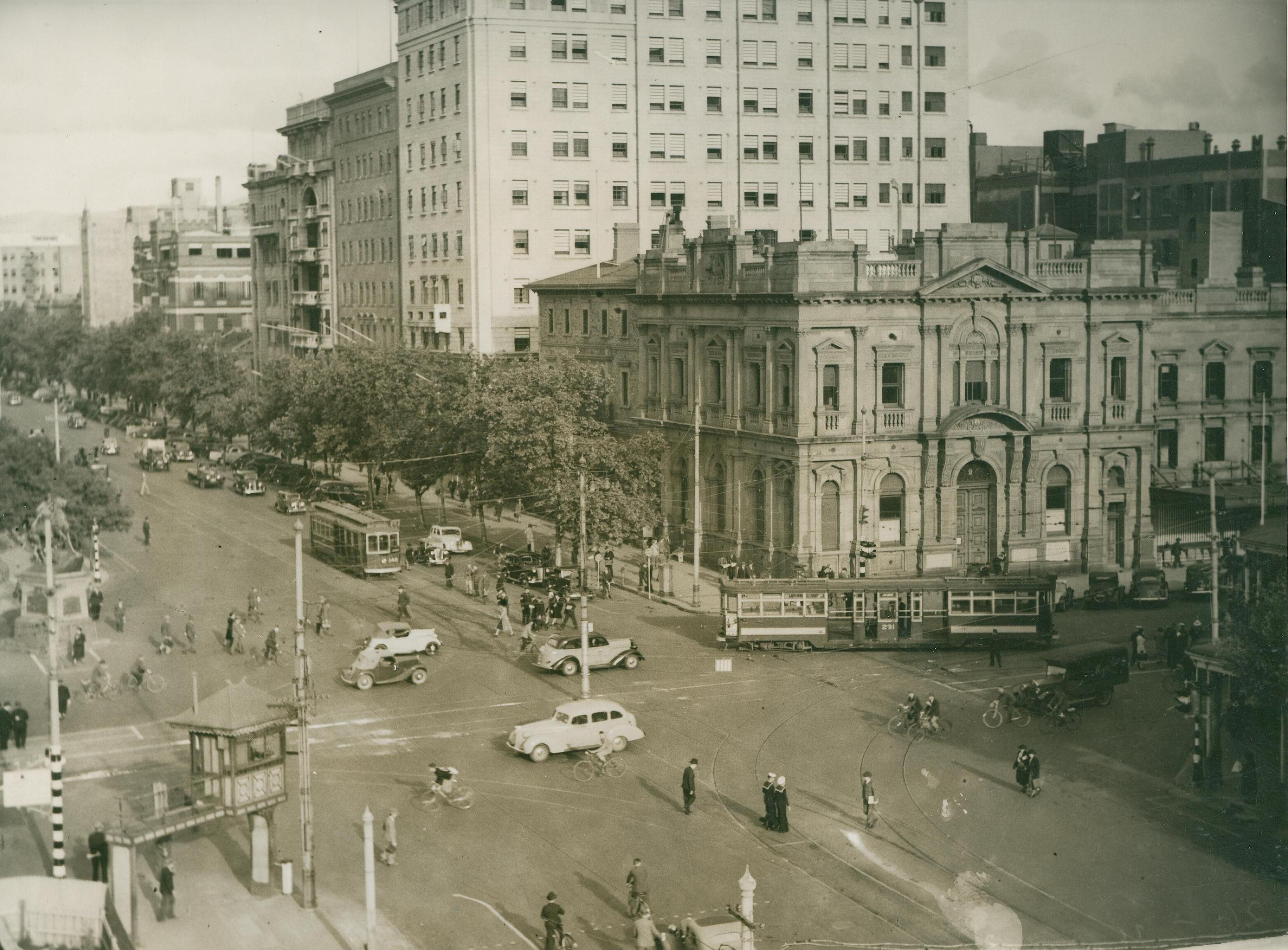
Giao lộ của North Terrace và King William Street được nhìn từ Tòa nhà Quốc hội, năm 1938.

Chính phủ Nam Úc trong giai đoạn này được xây dựng trên các ngành công nghiệp sản xuất thời chiến trước đây. Các nhà sản xuất quốc tế như General Motors Holden và Chrysler đã sử dụng những nhà máy này quanh Adelaide, hoàn thành việc chuyển đổi từ một trung tâm dịch vụ nông nghiệp sang một thành phố thế kỷ 20. Đường ống dẫn Mannum – Adelaide mang nước sông Murray đến Adelaide vào năm 1955 và sân bay mở tại West Beach năm 1955. Đại học Flinders và Trung tâm y tế Flinders được thành lập vào những năm 1960 tại Bedford Park, phía nam thành phố. Hiện nay, Trung tâm Y tế Flinders là một trong những bệnh viện giảng dạy lớn nhất ở Nam Úc.
Chính phủ Dunstan của những năm 1970 đã chứng kiến một điều gì đó về sự phục hưng văn hóa của Adelaide, thiết lập một loạt các cải cách xã hội. Thành phố đã trở thành trung tâm của nghệ thuật, xây dựng theo "Liên hoan Nghệ thuật Adelaide" hai năm một lần bắt đầu vào năm 1960. Adelaide đã tổ chức giải đua xe công thức một lần giữa năm 1985 và 1996 trên một đường phố ở công viên phía đông của thành phố; nó chuyển đến Melbourne vào năm 1996. Ngân hàng Nhà nước sụp đổ vào năm 1991 trong một cuộc suy thoái kinh tế; những tác động kéo dài đến năm 2004, khi Standard & Poor phục hồi xếp hạng tín dụng AAA của Nam Úc. Từ năm 1999, cuộc đua Siêu xe Adelaide 500 đã sử dụng các phần của mạch Formula One trước đây. Tòa nhà cao nhất của Adelaide, được xây dựng vào năm 1988, ban đầu được gọi là Tòa nhà Ngân hàng Nhà nước. Năm 1991, nó được đổi tên thành Tòa nhà Santos và năm 2006 nó được đổi tên thành Westpac House.

### Thế kỉ 21
Trong những năm đầu của thế kỷ 21 đã có sự gia tăng đáng kể trong chi tiêu của Chính phủ Tiểu bang về cơ sở hạ tầng của Adelaide. Chính phủ Rann đã đầu tư 535 triệu đô la để nâng cấp sân vận động Adelaide Oval để cho phép AFL được chơi ở trung tâm thành phố và hơn 2 tỷ đô la để xây dựng một bệnh viện Royal Adelaide mới trên đất liền kề với ga xe lửa Adelaide. Đường xe điện Glenelg được mở rộng qua thành phố đến Hindmarsh và tuyến đường sắt ngoại ô kéo dài về phía nam đến Seaford.
Sau một thời gian trì trệ trong những năm 1990 và 2000, Adelaide đã bắt đầu một số phát triển lớn và tái phát triển. Trung tâm Hội nghị Adelaide đã được tái phát triển và mở rộng với chi phí là 350 triệu đô la Singapore bắt đầu từ năm 2012. Ba tòa nhà lịch sử đã được điều chỉnh để sử dụng hiện đại: Tòa nhà Torrens ở Quảng trường Victoria là khuôn viên Adelaide cho Đại học Carnegie Mellon, Đại học London và Đại học Torrens, tòa nhà Sở Giao dịch Chứng khoán như Sở Giao dịch Khoa học của Viện Hoàng gia Úc; và Bệnh viện Tâm thần Glenside như Adelaide Studios của Tập đoàn SA Film. Chính phủ cũng đã đầu tư hơn 2 tỷ đô la để xây dựng một nhà máy khử muối, được hỗ trợ bởi năng lượng tái tạo, như một 'chính sách bảo hiểm' chống hạn hán ảnh hưởng đến nguồn cung cấp nước của Adelaide. Lễ hội Adelaide, Fringe và Womadelaide đã trở thành sự kiện thường niên.

## Địa lý

Bản đồ vùng đô thị Adelaide.

Adelaide nằm ở phía bắc bán đảo Fleurieu, trên đồng bằng Adelaide giữa vịnh St Vincent và dãy núi Lofty thấp. Thành phố trải dài 20 km (12 dặm) từ bờ biển đến chân đồi, và 90 km (56 dặm) từ Gawler ở phía bắc của nó để Sellicks Beach ở phía nam. Theo phát triển khu vực Australia, sáng kiến quy hoạch của chính phủ Úc, "Vùng đô thị Adelaide" có tổng diện tích 870 km2 (340 sq mi), trong khi một định nghĩa mở rộng hơn của Cục Thống kê Úc xác định "Greater Adelaide" diện tích thống kê tổng cộng 3.257,7 km2 (1.257,8 sq mi). Thành phố này nằm ở độ cao trung bình 50 mét (160 ft) so với mực nước biển. Núi Lofty, phía đông của khu vực đô thị Adelaide ở Đồi Adelaide ở độ cao 727 mét (2.385 ft), là điểm cao nhất của thành phố và ở phía nam bang Burra.
Phần lớn Adelaide là đất hoang trước khi định cư ở Anh, với một số biến đổi - bãi cát, đầm lầy và đầm lầy đang chiếm phần lớn xung quanh bờ biển. Sự mất mát của các bãi cát để phát triển đô thị đã có một tác động đặc biệt phá hoại trên bờ biển do xói mòn. Khi thực tế, chính phủ đã thực hiện các chương trình để xây dựng lại và thảm thực vật tại một số vùng ngoại ô ven biển của Adelaide. Phần lớn thảm thực vật nguyên thủy đã được dọn sạch với những gì còn lại được tìm thấy trong các khu bảo tồn như Công viên Bảo tồn Cleland và Công viên Quốc gia Belair. Một số lạch và sông chảy qua khu vực Adelaide. Lớn nhất là các lưu vực Torrens và Onkaparinga. Adelaide dựa vào nhiều hồ chứa của nó để cung cấp nước với Hồ chứa Happy Valley cung cấp khoảng 40% và Hồ chứa Mount Bold lớn hơn 10% yêu cầu trong nước của Adelaide tương ứng.

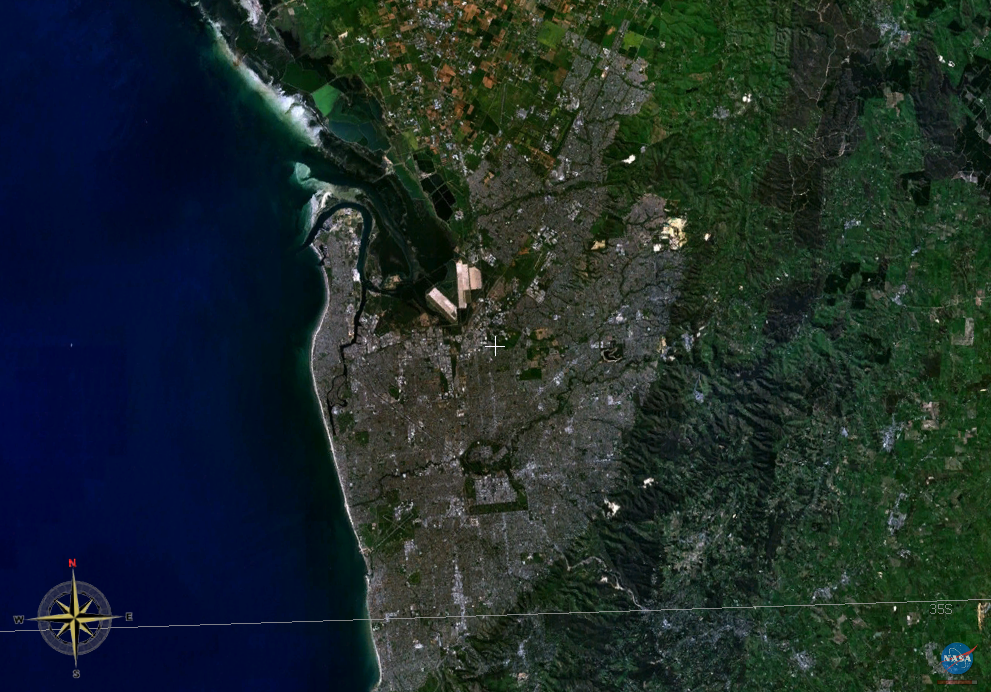
Adelaide nhìn từ vệ tinh.

Adelaide và khu vực xung quanh là một trong những khu vực hoạt động địa chấn nhất ở Úc. Vào ngày 1 tháng 3 năm 1954 lúc 3:40 sáng, Adelaide trải qua trận động đất lớn nhất được ghi lại, với tâm chấn cách trung tâm thành phố Darlington 12 km, và cấp độ được báo cáo là 5.6 Richer. Đã có những trận động đất nhỏ hơn trong năm 2010, 2011, 2014 và 2017.

### Khí hậu

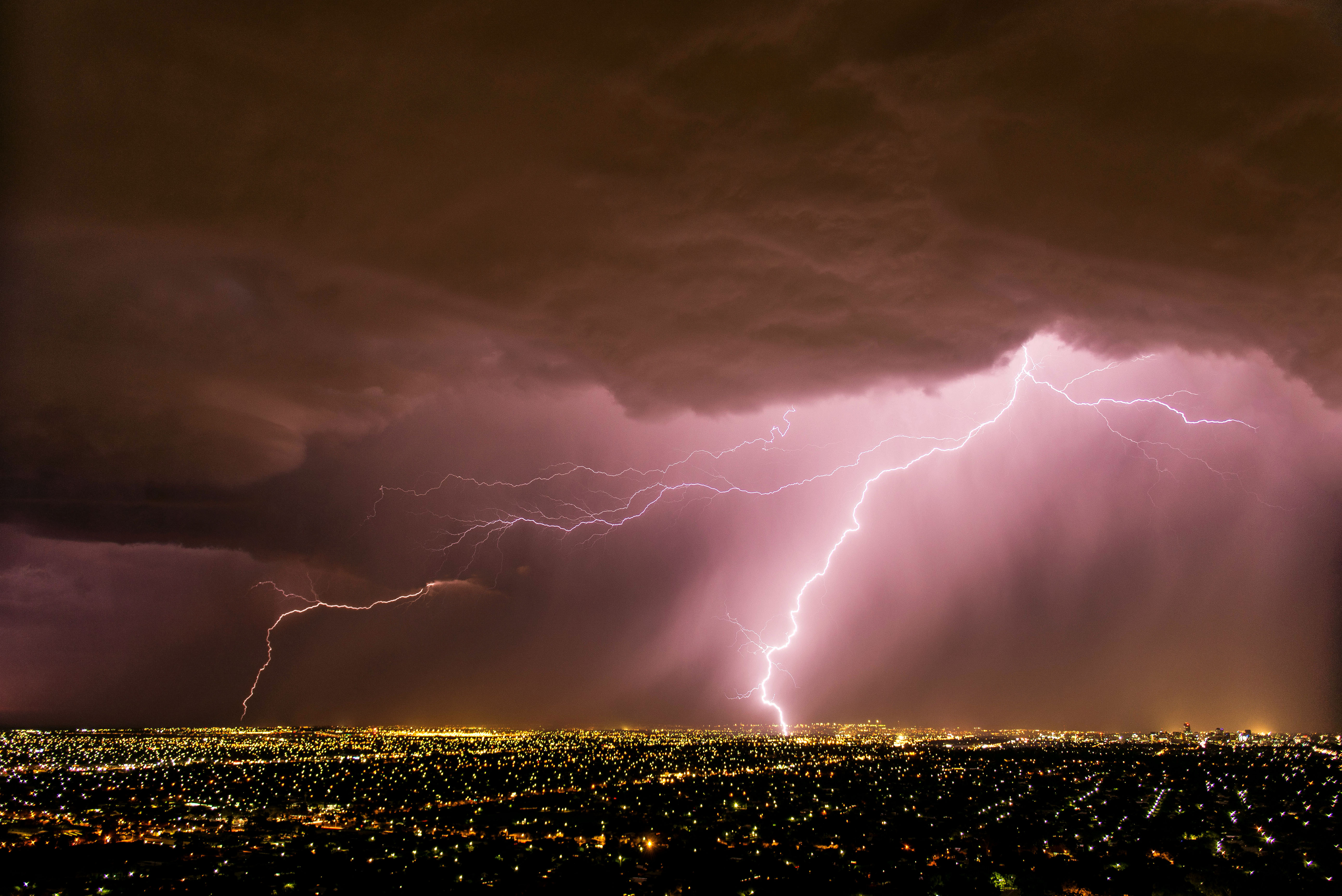
Một cơn bão ở Adelaide.

Adelaide có khí hậu Địa Trung Hải (phân loại khí hậu Köppen Csa), với mùa hè khô nóng và mát mẻ vào mùa đông với thời tiết ôn hòa. Lượng mưa nhiều nhất đến trong những tháng mùa đông, dẫn đến khí hậu lạnh. Adelaide nhận đủ lượng mưa hàng năm nên không bị phân loại là khí hậu BSh (bán khô hạn) của Köppen. Lượng mưa và ánh sáng không thường xuyên trong suốt mùa hè. Ngược lại, mùa đông có lượng mưa khá cao với tháng 6 là tháng ẩm ướt nhất trong năm, trung bình khoảng 80 mm. Frông lạnh là thỉnh thoảng, với sự xuất hiện đáng chú ý nhất trong tháng 7 năm 1908 và tháng 7 năm 1982. Mưa đá cũng phổ biến trong mùa đông. Adelaide là một thành phố lộng gió với gió lạnh đáng kể vào mùa đông, làm cho nhiệt độ có vẻ lạnh hơn thực tế. Tuyết rơi trong khu vực đô thị là vô cùng phổ biến, mặc dù có nắng nhưng khá rời rạc trong những ngọn đồi gần đó và tại núi Lofty. Điểm sương trong mùa hè thường dao động từ 8 đến 10 °C (46 đến 50 °F). Thường chỉ có 2-3 ngày vào mùa hè, nhiệt độ đạt đến 39,0 °C (102,2 °F) hoặc cao hơn, mặc dù tần suất của những nhiệt độ này đã nhiều hơn trong những năm gần đây.
Nhiệt độ trung bình của biển dao động từ 13,7 °C (56,7 °F) trong tháng Tám đến 21,2 °C (70,2 °F) trong tháng Hai
| Dữ liệu khí hậu của Sân bay quốc tế Adelaide | Dữ liệu khí hậu của Sân bay quốc tế Adelaide | Dữ liệu khí hậu của Sân bay quốc tế Adelaide | Dữ liệu khí hậu của Sân bay quốc tế Adelaide | Dữ liệu khí hậu của Sân bay quốc tế Adelaide | Dữ liệu khí hậu của Sân bay quốc tế Adelaide | Dữ liệu khí hậu của Sân bay quốc tế Adelaide | Dữ liệu khí hậu của Sân bay quốc tế Adelaide | Dữ liệu khí hậu của Sân bay quốc tế Adelaide | Dữ liệu khí hậu của Sân bay quốc tế Adelaide | Dữ liệu khí hậu của Sân bay quốc tế Adelaide | Dữ liệu khí hậu của Sân bay quốc tế Adelaide | Dữ liệu khí hậu của Sân bay quốc tế Adelaide | Dữ liệu khí hậu của Sân bay quốc tế Adelaide |
| Tháng                                        | 1                                            | 2                                            | 3                                            | 4                                            | 5                                            | 6                                            | 7                                            | 8                                            | 9                                            | 10                                           | 11                                           | 12                                           | Năm                                          |
| -------------------------------------------- | -------------------------------------------- | -------------------------------------------- | -------------------------------------------- | -------------------------------------------- | -------------------------------------------- | -------------------------------------------- | -------------------------------------------- | -------------------------------------------- | -------------------------------------------- | -------------------------------------------- | -------------------------------------------- | -------------------------------------------- | -------------------------------------------- |
| Cao kỉ lục °C (°F)                           | 44.1 (111.4)                                 | 43.6 (110.5)                                 | 40.8 (105.4)                                 | 36.9 (98.4)                                  | 30.4 (86.7)                                  | 26.1 (79.0)                                  | 25.9 (78.6)                                  | 29.9 (85.8)                                  | 33.9 (93.0)                                  | 38.0 (100.4)                                 | 43.1 (109.6)                                 | 42.4 (108.3)                                 | 44.1 (111.4)                                 |
| Trung bình ngày tối đa °C (°F)               | 28.1 (82.6)                                  | 28.1 (82.6)                                  | 25.5 (77.9)                                  | 22.2 (72.0)                                  | 18.6 (65.5)                                  | 15.9 (60.6)                                  | 14.9 (58.8)                                  | 15.9 (60.6)                                  | 18.2 (64.8)                                  | 21.0 (69.8)                                  | 24.0 (75.2)                                  | 25.7 (78.3)                                  | 21.6 (70.9)                                  |
| Tối thiểu trung bình ngày °C (°F)            | 16.0 (60.8)                                  | 16.1 (61.0)                                  | 14.4 (57.9)                                  | 11.8 (53.2)                                  | 9.6 (49.3)                                   | 7.7 (45.9)                                   | 7.0 (44.6)                                   | 7.5 (45.5)                                   | 8.9 (48.0)                                   | 10.6 (51.1)                                  | 12.8 (55.0)                                  | 14.5 (58.1)                                  | 11.4 (52.5)                                  |
| Thấp kỉ lục °C (°F)                          | 7.9 (46.2)                                   | 8.1 (46.6)                                   | 4.6 (40.3)                                   | 3.1 (37.6)                                   | −0.3 (31.5)                                  | −2.6 (27.3)                                  | −1.1 (30.0)                                  | −0.2 (31.6)                                  | 1.1 (34.0)                                   | 3.1 (37.6)                                   | 4.2 (39.6)                                   | 5.9 (42.6)                                   | −2.6 (27.3)                                  |
| Lượng mưa trung bình mm (inches)             | 17.5 (0.69)                                  | 18.9 (0.74)                                  | 22.1 (0.87)                                  | 35.0 (1.38)                                  | 54.1 (2.13)                                  | 56.9 (2.24)                                  | 59.7 (2.35)                                  | 50.5 (1.99)                                  | 45.1 (1.78)                                  | 36.6 (1.44)                                  | 24.8 (0.98)                                  | 23.4 (0.92)                                  | 444.5 (17.50)                                |
| Số ngày mưa trung bình                       | 4.7                                          | 3.8                                          | 5.5                                          | 8.5                                          | 12.8                                         | 13.6                                         | 15.8                                         | 15.8                                         | 12.9                                         | 10.3                                         | 7.7                                          | 6.7                                          | 118.1                                        |
| Số giờ nắng trung bình tháng                 | 325.5                                        | 282.5                                        | 269.7                                        | 219.0                                        | 173.6                                        | 138.0                                        | 155.0                                        | 192.2                                        | 213.0                                        | 263.5                                        | 282.0                                        | 291.4                                        | 2.805,4                                      |
| Số giờ nắng trung bình ngày                  | 10.5                                         | 10.0                                         | 8.7                                          | 7.3                                          | 5.6                                          | 4.6                                          | 5.0                                          | 6.2                                          | 7.1                                          | 8.5                                          | 9.4                                          | 9.4                                          | 7.7                                          |
| Nguồn: Bureau of Meteorology                 |                                              |                                              |                                              |                                              |                                              |                                              |                                              |                                              |                                              |                                              |                                              |                                              |                                              |

| Dữ liệu khí hậu của Adelaide West Terrace | Dữ liệu khí hậu của Adelaide West Terrace | Dữ liệu khí hậu của Adelaide West Terrace | Dữ liệu khí hậu của Adelaide West Terrace | Dữ liệu khí hậu của Adelaide West Terrace | Dữ liệu khí hậu của Adelaide West Terrace | Dữ liệu khí hậu của Adelaide West Terrace | Dữ liệu khí hậu của Adelaide West Terrace | Dữ liệu khí hậu của Adelaide West Terrace | Dữ liệu khí hậu của Adelaide West Terrace | Dữ liệu khí hậu của Adelaide West Terrace | Dữ liệu khí hậu của Adelaide West Terrace | Dữ liệu khí hậu của Adelaide West Terrace | Dữ liệu khí hậu của Adelaide West Terrace |
| Tháng                                     | 1                                         | 2                                         | 3                                         | 4                                         | 5                                         | 6                                         | 7                                         | 8                                         | 9                                         | 10                                        | 11                                        | 12                                        | Năm                                       |
| ----------------------------------------- | ----------------------------------------- | ----------------------------------------- | ----------------------------------------- | ----------------------------------------- | ----------------------------------------- | ----------------------------------------- | ----------------------------------------- | ----------------------------------------- | ----------------------------------------- | ----------------------------------------- | ----------------------------------------- | ----------------------------------------- | ----------------------------------------- |
| Cao kỉ lục °C (°F)                        | 46.1 (115.0)                              | 43.4 (110.1)                              | 41.8 (107.2)                              | 35.8 (96.4)                               | 32.3 (90.1)                               | 25.6 (78.1)                               | 26.6 (79.9)                               | 29.1 (84.4)                               | 35.1 (95.2)                               | 38.9 (102.0)                              | 42.7 (108.9)                              | 44.2 (111.6)                              | 46.1 (115.0)                              |
| Trung bình ngày tối đa °C (°F)            | 28.5 (83.3)                               | 28.5 (83.3)                               | 26.0 (78.8)                               | 22.1 (71.8)                               | 18.6 (65.5)                               | 15.8 (60.4)                               | 14.9 (58.8)                               | 16.1 (61.0)                               | 18.4 (65.1)                               | 21.3 (70.3)                               | 24.4 (75.9)                               | 26.8 (80.2)                               | 21.8 (71.2)                               |
| Tối thiểu trung bình ngày °C (°F)         | 16.5 (61.7)                               | 16.8 (62.2)                               | 15.2 (59.4)                               | 12.7 (54.9)                               | 10.4 (50.7)                               | 8.5 (47.3)                                | 7.5 (45.5)                                | 8.0 (46.4)                                | 9.2 (48.6)                                | 11.1 (52.0)                               | 13.1 (55.6)                               | 15.1 (59.2)                               | 12.0 (53.6)                               |
| Thấp kỉ lục °C (°F)                       | 8.8 (47.8)                                | 7.8 (46.0)                                | 6.9 (44.4)                                | 5.1 (41.2)                                | 2.9 (37.2)                                | 0.8 (33.4)                                | 0.6 (33.1)                                | 0.9 (33.6)                                | 2.0 (35.6)                                | 2.7 (36.9)                                | 5.5 (41.9)                                | 6.8 (44.2)                                | 0.6 (33.1)                                |
| Lượng mưa trung bình mm (inches)          | 20.0 (0.79)                               | 20.7 (0.81)                               | 24.0 (0.94)                               | 44.3 (1.74)                               | 68.2 (2.69)                               | 71.7 (2.82)                               | 66.5 (2.62)                               | 61.5 (2.42)                               | 51.1 (2.01)                               | 44.5 (1.75)                               | 30.7 (1.21)                               | 26.3 (1.04)                               | 529.2 (20.83)                             |
| Số ngày mưa trung bình                    | 4.4                                       | 3.9                                       | 5.5                                       | 9.4                                       | 13.3                                      | 14.8                                      | 16.2                                      | 15.8                                      | 13.2                                      | 10.9                                      | 7.8                                       | 6.2                                       | 121.4                                     |
| Số giờ nắng trung bình tháng              | 316.2                                     | 271.2                                     | 254.2                                     | 189.0                                     | 151.9                                     | 135.0                                     | 130.2                                     | 164.3                                     | 186.0                                     | 229.4                                     | 258.0                                     | 282.1                                     | 2.567,5                                   |
| Số giờ nắng trung bình ngày               | 10.2                                      | 9.6                                       | 8.2                                       | 6.3                                       | 4.9                                       | 4.5                                       | 4.2                                       | 5.3                                       | 6.2                                       | 7.4                                       | 8.6                                       | 9.1                                       | 7.0                                       |
| Nguồn: Bureau of Meteorology              |                                           |                                           |                                           |                                           |                                           |                                           |                                           |                                           |                                           |                                           |                                           |                                           |                                           |

## Chính quyền

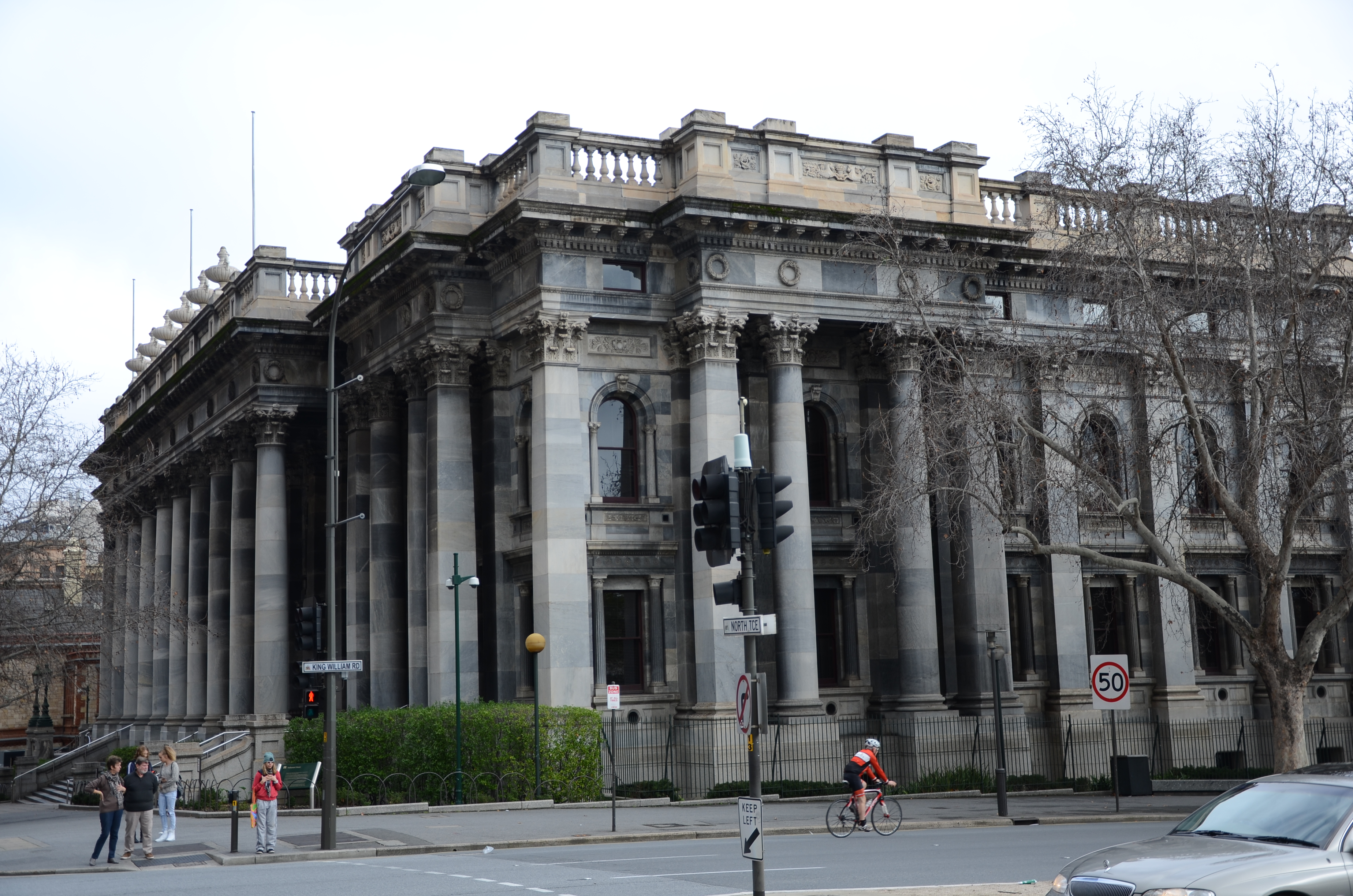
Tòa nhà Quốc hội ở Adelaide

Adelaide, là thủ phủ của Nam Úc, là trụ sở chính của Chính phủ Nam Úc. Vì Adelaide là thủ phủ của Nam Úc và là thành phố đông dân nhất của bang, nên Chính phủ Tiểu Bang hợp tác rộng rãi với Thành phố Adelaide. Năm 2006, Bộ thành phố Adelaide được thành lập để tạo thuận lợi cho sự hợp tác của Chính phủ Tiểu bang với Hội đồng Thành phố Adelaide và Thị trưởng của Chúa để cải thiện hình ảnh của Adelaide. Ủy ban thành phố thủ phủ của Quốc hội cũng tham gia vào việc quản trị thành phố Adelaide, chủ yếu quan tâm đến việc lập kế hoạch phát triển và phát triển đô thị của Adelaide.

## Nhân khẩu
So với bốn thủ phủ bang lớn khác của Úc, Adelaide đang phát triển với tốc độ chậm hơn nhiều. Vào năm 2017, đô thị này có dân số đô thị hơn 1.333.927, trở thành thành phố lớn thứ năm của Úc. Khoảng 77% dân số Nam Úc là cư dân của khu vực đô thị Adelaide, làm cho Nam Úc trở thành một trong những tiểu bang có dân số sống tập trung nhất.
Các khu vực tăng trưởng dân số chủ yếu trong những năm gần đây đã ở ngoại ô như Mawson Lakes và Golden Grove. Cư dân của Adelaide chiếm 366.912 ngôi nhà, 57.695 nhà liền kề, hàng hiên hoặc nhà phố và 49.413 căn hộ, căn hộ hoặc căn hộ.
Khoảng một phần sáu (17,1%) dân số có trình độ đại học. Số lượng Adelaideans với trình độ chuyên môn (như người buôn bán) giảm từ 62,1% lực lượng lao động trong điều tra dân số năm 1991 xuống còn 52,4% trong cuộc điều tra dân số năm 2001.

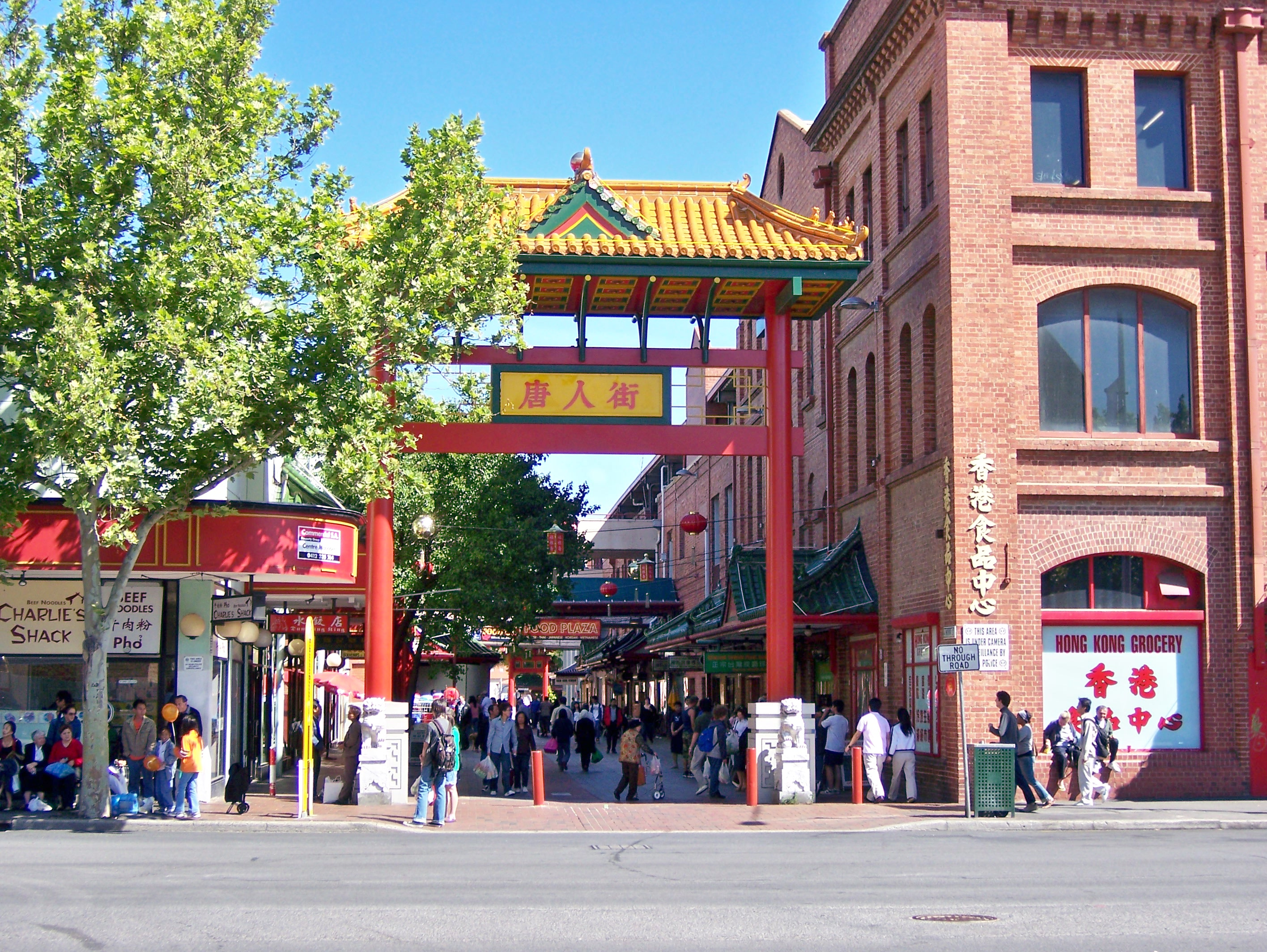
Phố người Hoa ở Adelaide

Adelaideans sinh ở nước ngoài chiếm 29,8% tổng dân số. Các vùng ngoại ô bao gồm Newton, Payneham và Campbelltown ở phía đông và Torrensville, West Lakes và Fulham ở phía tây, có các cộng đồng Hy Lạp và Ý khá lớn. Lãnh sự quán Ý nằm ở ngoại ô phía đông của Payneham. Cộng đồng người Việt Nam cũng khá nhiều, định cư tại các vùng ngoại ô phía tây bắc của Woodville, Kilkenny, Pennington, Mansfield Park và Athol Park và Parafield Gardens và Pooraka ở phía bắc Adelaide. Những người di cư từ Ấn Độ và Sri Lanka đã định cư ở các khu vực ngoại ô nội thành của Adelaide bao gồm các vùng ngoại ô phía bắc của Blair Athol, Kilburn và Enfield và các vùng ngoại ô phía nam của Plympton, Park Holme và Kurralta Park.
Các vùng ngoại ô như Para Hills, Salisbury, Ingle Farm và Blair Athol ở phía bắc và Findon, West Croydon và Seaton ở phía Tây đang trải qua sự di cư lớn từ Afghanistan và Iran. Người di cư Trung Quốc ủng hộ định cư ở các vùng ngoại ô phía đông và đông bắc bao gồm Kensington Gardens, Greenacres, Modbury và Golden Grove. Mawson Lakes có dân số sinh viên quốc tế lớn, do gần trường Đại học Nam Úc. Năm nhóm sinh viên lớn nhất ở nước ngoài đến từ Anh (7,0%), Ý (1,6%), Ấn Độ (1,4%), Trung Quốc (1,3%) và Việt Nam (1,0%). Các ngôn ngữ được nói nhiều nhất ngoài tiếng Anh là tiếng Ý (2.6%), tiếng Hy Lạp (1.9%), tiếng Quan thoại (1.3%), tiếng Việt (1.3%) và tiếng Quảng Đông (0.7%).

### Tôn giáo
Adelaide được thành lập trên một tầm nhìn về sự khoan dung tôn giáo đã thu hút rất nhiều các học viên tôn giáo. Điều này dẫn đến việc nó được gọi là Thành phố của các Giáo hội. Nhưng khoảng 28% dân số không có liên kết tôn giáo trong Tổng điều tra năm 2011, so với mức trung bình toàn quốc là 22,3%, khiến cho Adelaide trở thành một trong những thành phố tôn giáo ít nhất của Úc. Hơn một nửa dân số Adelaide xác định là Kitô giáo, với giáo phái lớn nhất là Công giáo (21,3%), Anh giáo (12,6%), Giáo hội Đoàn kết (7,6%) và Chính Thống giáo Đông phương (3,5%).

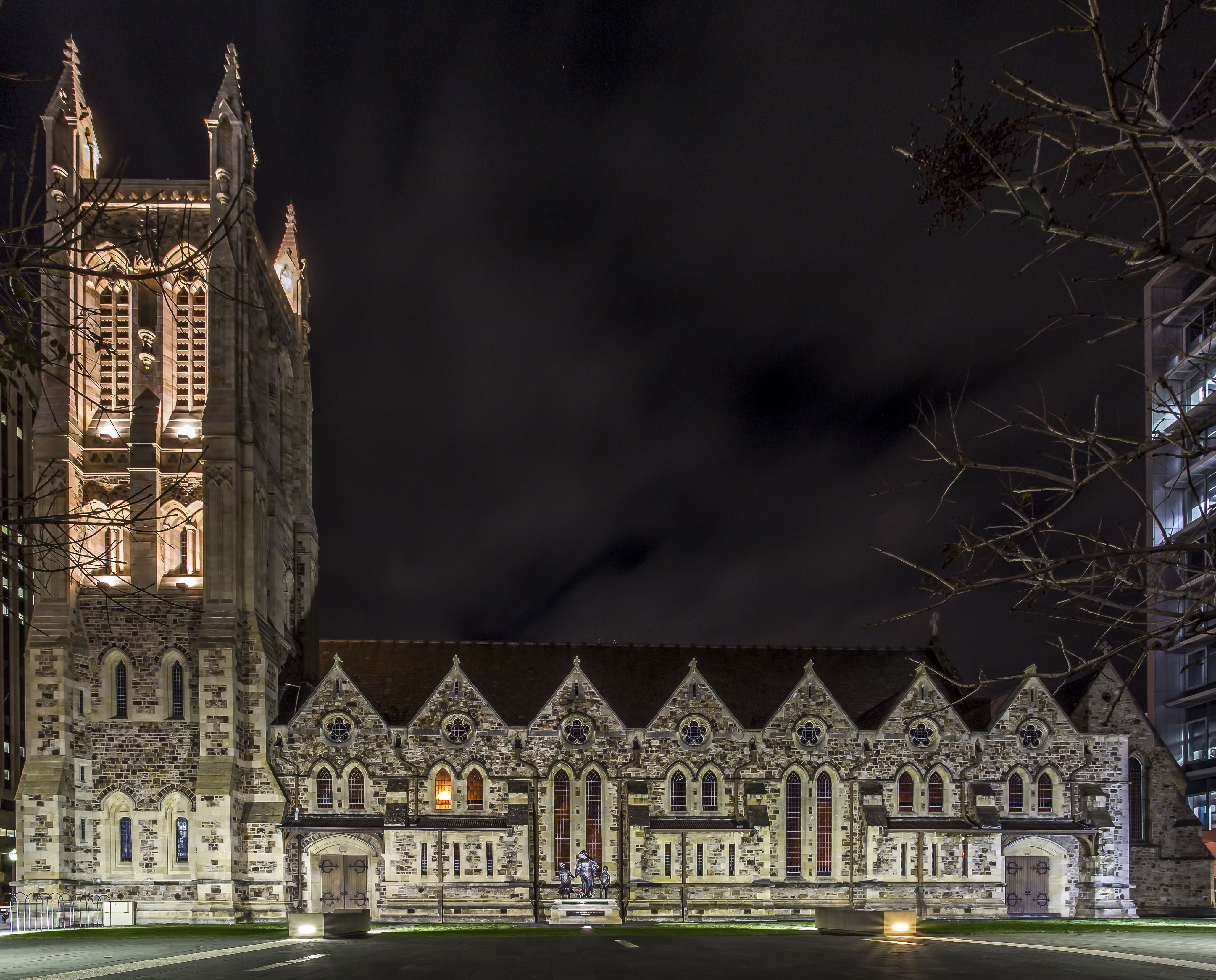
Nhà thờ St Francis Xavier's ở quảng trường Victoria

Cộng đồng Do Thái của thành phố có từ năm 1840. Tám năm sau, 58 người Do Thái sống trong thành phố. Một giáo đường Do Thái được xây dựng vào năm 1871, khi 435 người Do Thái sống trong thành phố. Nhiều người đã tham gia vào các hội đồng thành phố, như Judah Moss Solomon (1852–66) và những người khác sau ông. Ba người Do Thái đã được bầu vào vị trí của thị trưởng thành phố. Năm 1968, dân số Do Thái của Adelaide đánh số khoảng 1.200, [79] vào năm 2001, theo điều tra dân số của Úc, 979 người tuyên bố mình là người Do Thái theo tôn giáo. [77] Trong năm 2011, hơn 1.000 người Do Thái đang sống trong thành phố, điều hành một trường chính thống và một trường cải cách, ngoài một bảo tàng Do Thái ảo.
Cộng đồng "Afghanistan" ở Úc đầu tiên được thành lập vào những năm 1860 khi lạc đà và những người điều khiển Pathan, Punjabi, Baluchi và Sindhi bắt đầu được sử dụng để mở rộng khu định cư trong nội thất khô cằn của lục địa. Cho đến khi cuối cùng thay thế bởi sự ra đời của đường sắt và xe có động cơ, lạc đà đóng một vai trò kinh tế và xã hội vô giá trong việc vận chuyển hàng hóa nặng đến và từ các khu định cư và mỏ bị cô lập. Điều này được công nhận bởi tên của The Ghan, tàu chở khách hoạt động giữa Adelaide, Alice Springs và Darwin. Nhà thờ Hồi giáo Central Adelaide được coi là nhà thờ lâu đời lâu đời nhất của Úc; một nhà thờ Hồi giáo trước đó tại Marree ở miền bắc Nam Úc, có niên đại từ 1861–62 và sau đó bị bỏ hoang hoặc phá hủy, hiện đã được xây dựng lại.

## Kinh tế

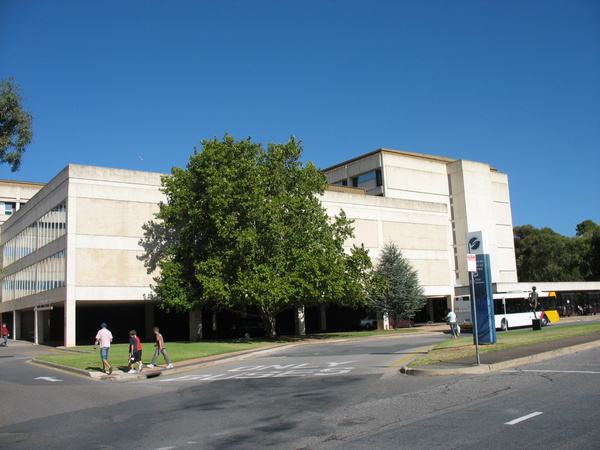
Trung tâm y tế Flinders. Chăm sóc sức khỏe và trợ giúp xã hội là ngành làm việc được xác định ABS lớn nhất ở Nam Úc.

Các lĩnh vực việc làm lớn nhất của Nam Úc là chăm sóc sức khỏe và hỗ trợ xã hội, vượt qua sản xuất tại Nam Úc với tư cách là chủ nhân lớn nhất kể từ 2006–07. Trong giai đoạn 2009-10, sản xuất tại Nam Úc có việc làm trung bình hàng năm là 83.700 người so với 103,300 đối với chăm sóc sức khỏe và trợ giúp xã hội. Chăm sóc sức khỏe và trợ giúp xã hội chiếm gần 13% công việc hàng năm của tiểu bang. Vùng sản xuất rượu vang Adelaide Hills là một khu vực kinh tế mang tính biểu tượng và khả thi cho cả nhà nước và quốc gia về sản xuất và bán rượu vang. Sản phẩm cổ điển năm 2014 được báo cáo là bao gồm 5,836 tấn (5,744 tấn dài; 6.433 tấn ngắn) nho đỏ được nghiền với giá $ 8.196.142 và 12.037 tấn (11.847 tấn dài; 13.269 tấn ngắn) nho trắng được nghiền với giá $ 14,777,631.
Thương mại bán lẻ là nhà tuyển dụng lớn thứ hai trong SA (2009–10), với 91.900 việc làm và 12% lực lượng lao động của tiểu bang.
Sản xuất, công nghệ quốc phòng, hệ thống điện tử công nghệ cao và nghiên cứu, xuất khẩu hàng hóa và các ngành dịch vụ tương ứng đều đóng vai trò quan trọng trong nền kinh tế Nam Úc. Gần một nửa số xe ô tô sản xuất tại Úc được sản xuất tại Adelaide tại nhà máy General Motors Holden ở Elizabeth. Trang web đã ngừng hoạt động vào tháng 11 năm 2017.
Sự sụp đổ của Ngân hàng Nhà nước năm 1992 đã dẫn đến nợ công nhà nước lớn (khoảng 4 tỷ đô la). Sự sụp đổ có nghĩa là các chính phủ kế tiếp ban hành ngân sách nạc, cắt giảm chi tiêu, đó là một trở ngại cho sự phát triển kinh tế hơn nữa của thành phố và tiểu bang. Khoản nợ này gần đây đã được giảm bớt với Chính phủ Tiểu bang một lần nữa nhận được xếp hạng tín dụng AAA +.
Tập đoàn truyền thông toàn cầu Tập đoàn Tin tức được thành lập vào năm 2004 và được thành lập tại Adelaide, nó vẫn được coi là ngôi nhà "tinh thần" bởi Rupert Murdoch. Công ty dầu mỏ lớn nhất của Úc, Santos, nhà máy bia nổi tiếng của Nam Úc, Coopers và nhà bán lẻ quốc gia Harris Scarfe cũng gọi Adelaide là nhà của họ.

Một phần của đường chân trời CBD vào ban đêm, 2013: ở phía bên trái là đường Waymouth nhìn về phía đông, trong khi tháp đồng hồ Town Hall nằm ở phía xa bên phải.

### Ngành công nghiệp quốc phòng

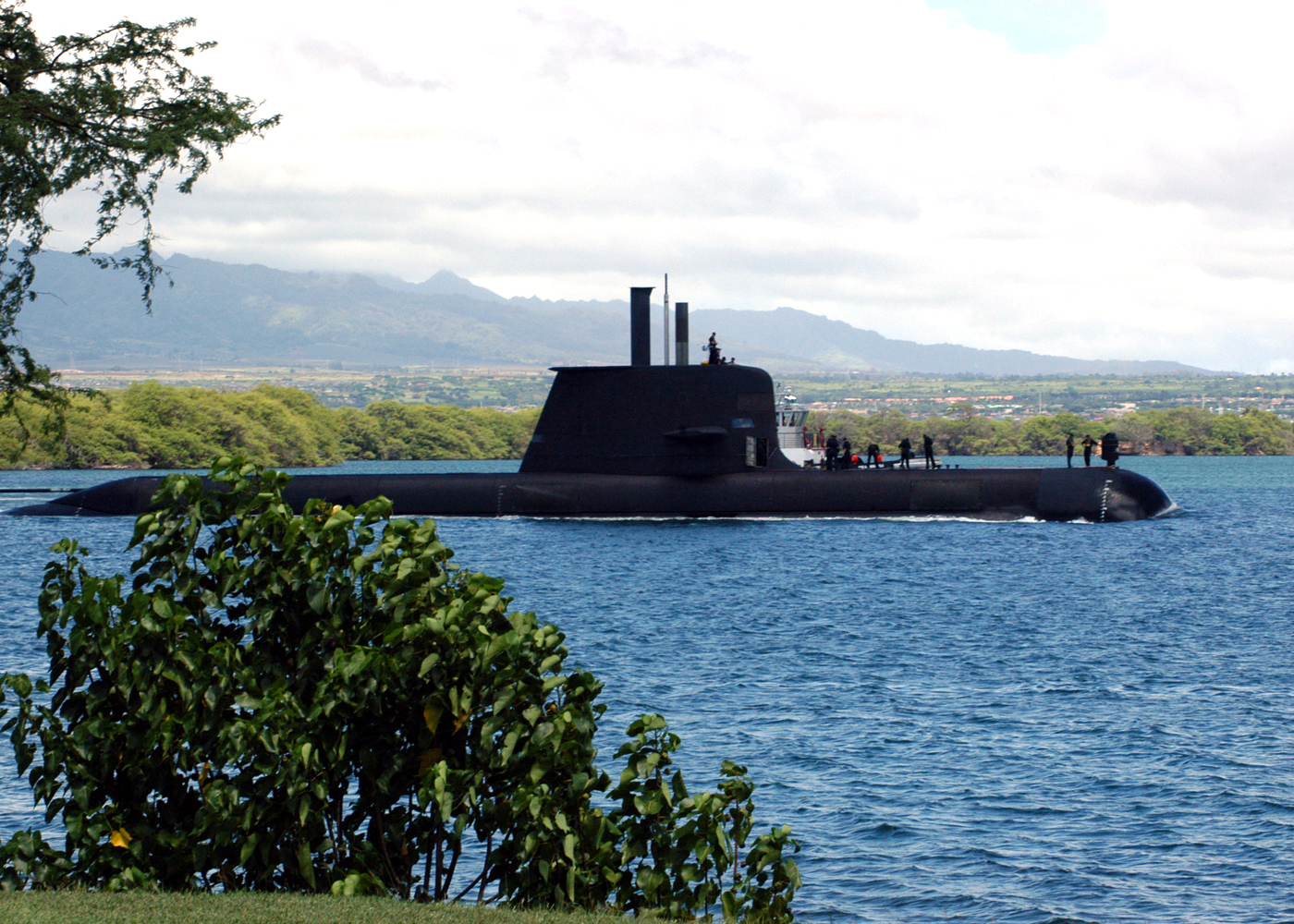
Tàu ngầm lớp McCas của lớp tàu ngầm được xây dựng ở Adelaide được đưa vào cảng Pearl, tháng 8 năm 2004.

Adelaide là nơi có một tỷ lệ lớn các ngành công nghiệp quốc phòng của Úc, đóng góp hơn 1 tỷ đô la Singapore cho Tổng sản phẩm quốc gia của Nam Úc. Cơ quan nghiên cứu quân sự chính phủ chính, Tổ chức Khoa học và Công nghệ Quốc phòng, và các tổ chức công nghệ quốc phòng khác như BAE Systems Australia và Lockheed Martin Australia, nằm ở phía bắc Salisbury và phía tây Elizabeth trong một khu vực hiện được gọi là "Công viên Edinburgh", giáp với RAAF Căn cứ Edinburgh.
Những cơ quan khác, chẳng hạn như Saab Systems và Raytheon, đang ở trong hoặc gần Công viên Công nghệ. ASC Pty Ltd, có trụ sở tại vùng ngoại ô công nghiệp của Osborne. Nam Úc bị buộc tội xây dựng tàu ngầm lớp học của Úc và gần đây là hợp đồng trị giá 6 tỷ đô la để xây dựng các tàu khu trục không quân mới của Hải quân Hoàng gia Úc.

### Số liệu thống kê việc làm
Tính đến tháng 11 năm 2015, vùng đô thị Adelaide có tỷ lệ thất nghiệp là 7,4% với tỷ lệ thất nghiệp thanh niên là 15%.
Thu nhập cá nhân hàng tuần trung bình cho những người từ 15 tuổi trở lên là $ 447 mỗi tuần trong năm 2006, so với $ 466 trên toàn quốc. Thu nhập trung bình của gia đình là 1.137 đô la mỗi tuần, so với 1.171 đô la trên toàn quốc. Chi phí nhà ở và sinh hoạt của Adelaide thấp hơn đáng kể so với các thành phố khác của Úc, với nhà ở đáng chú ý là rẻ hơn. Giá nhà ở Adelaide trung bình chỉ bằng một nửa so với Sydney và 2/3 ở Melbourne. Tỷ lệ thất nghiệp theo xu hướng ba tháng đến tháng 3 năm 2007 là 6,2%. Tỷ lệ thất nghiệp của vùng ngoại ô phía Bắc cao hơn các khu vực khác của Adelaide là 8,3%, trong khi Đông và Nam thấp hơn mức trung bình của Adelaide là 4,9% và 5,0% tương ứng.

## Giáo dục và nghiên cứu
Giáo dục tạo thành một phần ngày càng quan trọng của nền kinh tế thành phố, với Chính phủ Nam Úc và các tổ chức giáo dục cố gắng định vị Adelaide là "trung tâm giáo dục của Úc" và tiếp thị nó như là "Thành phố học tập". Số lượng học sinh, sinh viên quốc tế đã tăng lên nhanh chóng trong những năm gần đây lên 30.726 vào năm 2015, trong đó 1.824 là học sinh trung học cơ sở. Ngoài các tổ chức hiện có của thành phố, các tổ chức nước ngoài đã bị thu hút để thiết lập các cơ sở để tăng tính hấp dẫn của nó như là một trung tâm giáo dục. Adelaide là nơi sinh của ba người đoạt giải Nobel, nhiều hơn bất kỳ thành phố nào khác của Úc: nhà vật lý William Lawrence Bragg và nhà bệnh lý học Howard Florey và Robin Warren, tất cả đều hoàn thành giáo dục trung học và đại học tại Cao đẳng St Peter và Đại học Adelaide.

### Giáo dục tiểu học và trung học
Ở cấp tiểu học và trung học, có hai hệ thống giáo dục phổ thông. Có một hệ thống công cộng do Chính phủ Nam Úc điều hành và một hệ thống tư thục của các trường độc lập và Công giáo. Tất cả các trường cung cấp giáo dục theo Chứng chỉ Giáo dục Nam Úc (SACE) hoặc, ở một mức độ thấp hơn, Tú tài Quốc tế (IB), với Adelaide có số lượng các trường IB cao nhất tại Úc.

### Giáo dục sau trung học phổ thông
Có ba trường đại học công lập địa phương ở Adelaide, cũng như một trường đại học tư thục và ba trường đại học thành phần của các trường đại học nước ngoài. Đại học Flinders, Đại học Adelaide, Đại học Nam Úc và Đại học Torrens Úc - một phần của Đại học quốc tế Laureate có trụ sở tại Adelaide. Đại học Adelaide được xếp hạng trong 150 trường đại học hàng đầu trên toàn thế giới. Flinders xếp hạng trong top 250 và Đại học Nam Úc trong top 300. Đại học Torrens Úc là một phần của mạng lưới quốc tế của hơn 70 cơ sở giáo dục đại học tại hơn 30 quốc gia trên toàn thế giới. Tòa nhà Torrens lịch sử ở Quảng trường Victoria có trường Đại học Carnzie Mellon, Đại học Quản lý và Công nghệ Quốc gia Cranfield, và Trường Năng lượng và Tài nguyên Đại học London (Úc), và tạo thành khu đại học quốc tế của thành phố.
Đại học Adelaide, với 25.000 sinh viên, là trường đại học lâu đời thứ ba của Úc và là thành viên của "nhóm 8 hàng đầu. Trường có năm cơ sở trong toàn tiểu bang, bao gồm hai cơ sở ở trung tâm thành phố và một cơ sở ở Singapore. Đại học Nam Úc, với 37.000 sinh viên, có hai cơ sở North Terrace, ba cơ sở khác trong khu vực đô thị và các cơ sở tại Whyalla và Mount Gambier. Đại học Flinders của Nam Úc, với 25.184 sinh viên trong nước và quốc tế, nằm ở ngoại ô phía nam của Bedford Park, cùng với Trung tâm Y tế Flinders, và duy trì một cơ sở nhỏ ở Quảng trường Victoria. Quảng trường trên khuôn viên Bedford Park đã được tân trang lại vào năm 2014 và chính thức mở cửa trở lại vào năm 2016.
Có một số cơ sở TAFE (Kỹ thuật và Giáo dục Bổ sung) ở Nam Úc trong khu vực đô thị cung cấp một loạt giáo dục và đào tạo nghề. Trường Cao đẳng Nghệ thuật Adelaide, là một trường của TAFE Nam Úc, cung cấp đào tạo được công nhận trên toàn quốc về nghệ thuật thị giác và biểu diễn.

### Nghiên cứu

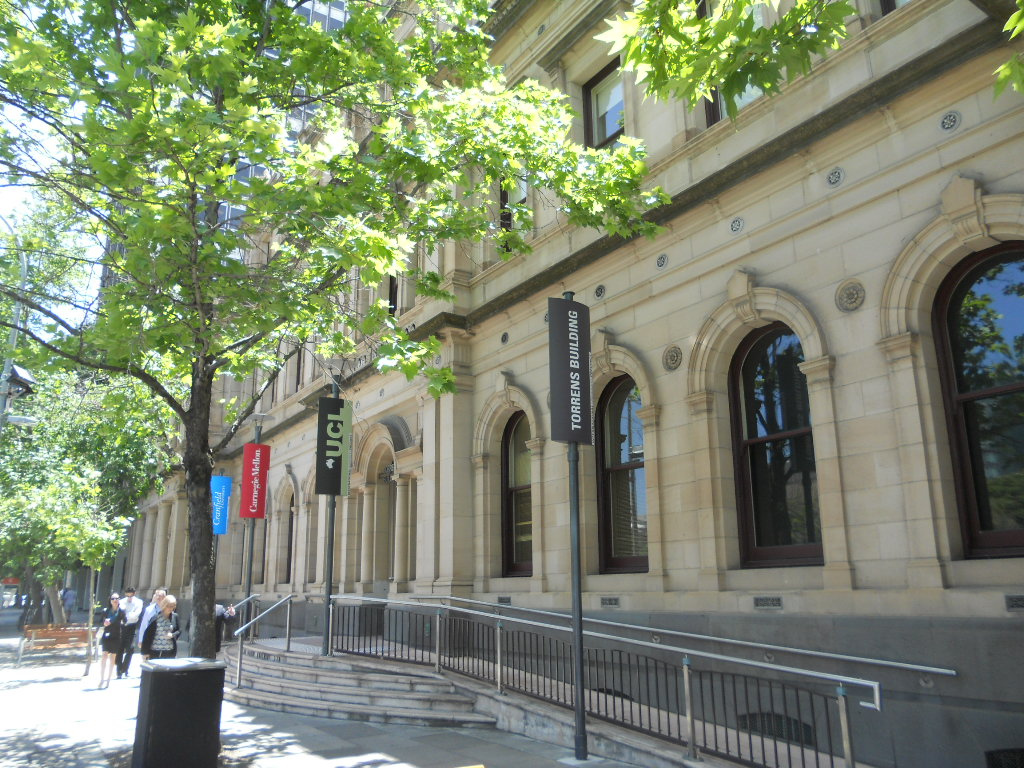
Tòa nhà Torrens lịch sử ở Quảng trường Victoria có cơ sở giảng dạy của một số trường đại học quốc tế hoạt động tại Nam Úc

Ngoài các trường đại học, Adelaide còn có một số viện nghiên cứu, bao gồm Viện Hoàng gia Úc, được thành lập vào năm 2009 như là một đối tác của Viện Hoàng gia Anh hai trăm năm tuổi. Nhiều tổ chức tham gia vào nghiên cứu có xu hướng được phân cụm theo địa lý trong toàn bộ khu vực đô thị Adelaide:
- Đầu phía đông của North Terrace: IMVS, Hanson Institute; RAH; Trung tâm Rượu Quốc gia.
- Đầu phía tây của North Terrace: Viện Nghiên cứu Y tế và Sức khỏe Nam Úc (SAHMRI), nằm cạnh Bệnh viện Hoàng gia Adelaide mới.
- Khu nghiên cứu Waite: SARDI Head Office và Trung tâm nghiên cứu thực vật; AWRI; ACPFG; Phòng thí nghiệm nghiên cứu của CSIRO. SARDI cũng có các cơ sở ở Glenside và West Beach.
- Edinburgh, Nam Úc: DSTO; BAE Systems (Úc); Lockheed Martin Úc Hệ thống điện tử.
- Khu công nghệ (Mawson Lakes): BAE Systems; Optus; Raytheon; Topcon; Lockheed Martin Úc Hệ thống điện tử.
- Công viên nghiên cứu tại Thebarton: các doanh nghiệp tham gia vào kỹ thuật vật liệu, công nghệ sinh học, dịch vụ môi trường, công nghệ thông tin, thiết kế công nghiệp, công nghệ laser / quang học, sản phẩm y tế, dịch vụ kỹ thuật, hệ thống radar, dịch vụ viễn thông và dầu khí.
- Công viên Khoa học (liền kề với Đại học Flinders): Playford Capital.
- Viện nghiên cứu sức khỏe Translational Hetzel Basil ở Woodville, một bộ hận hỗ trợ nghiên cứu của Bệnh viện Queen Elizabeth, Adelaide

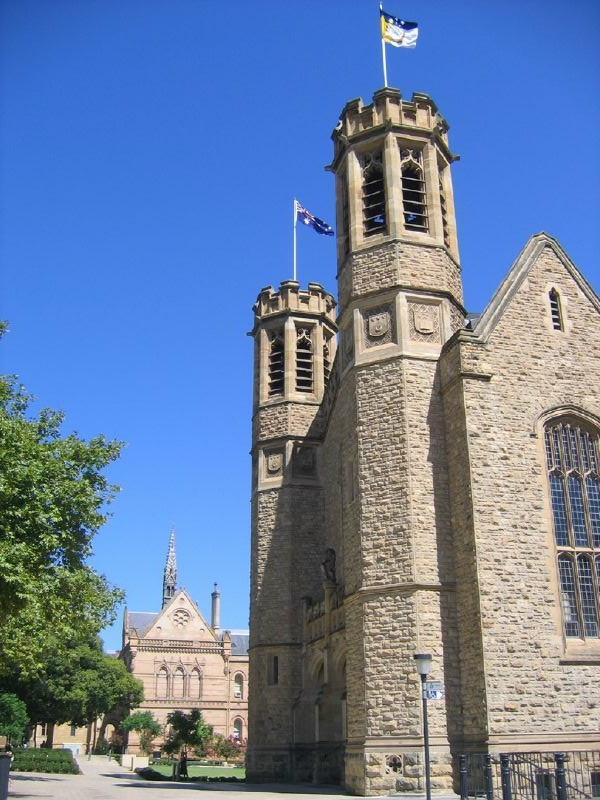
Tòa nhà Mitchell và Bonython Hall, Đại học Adelaide
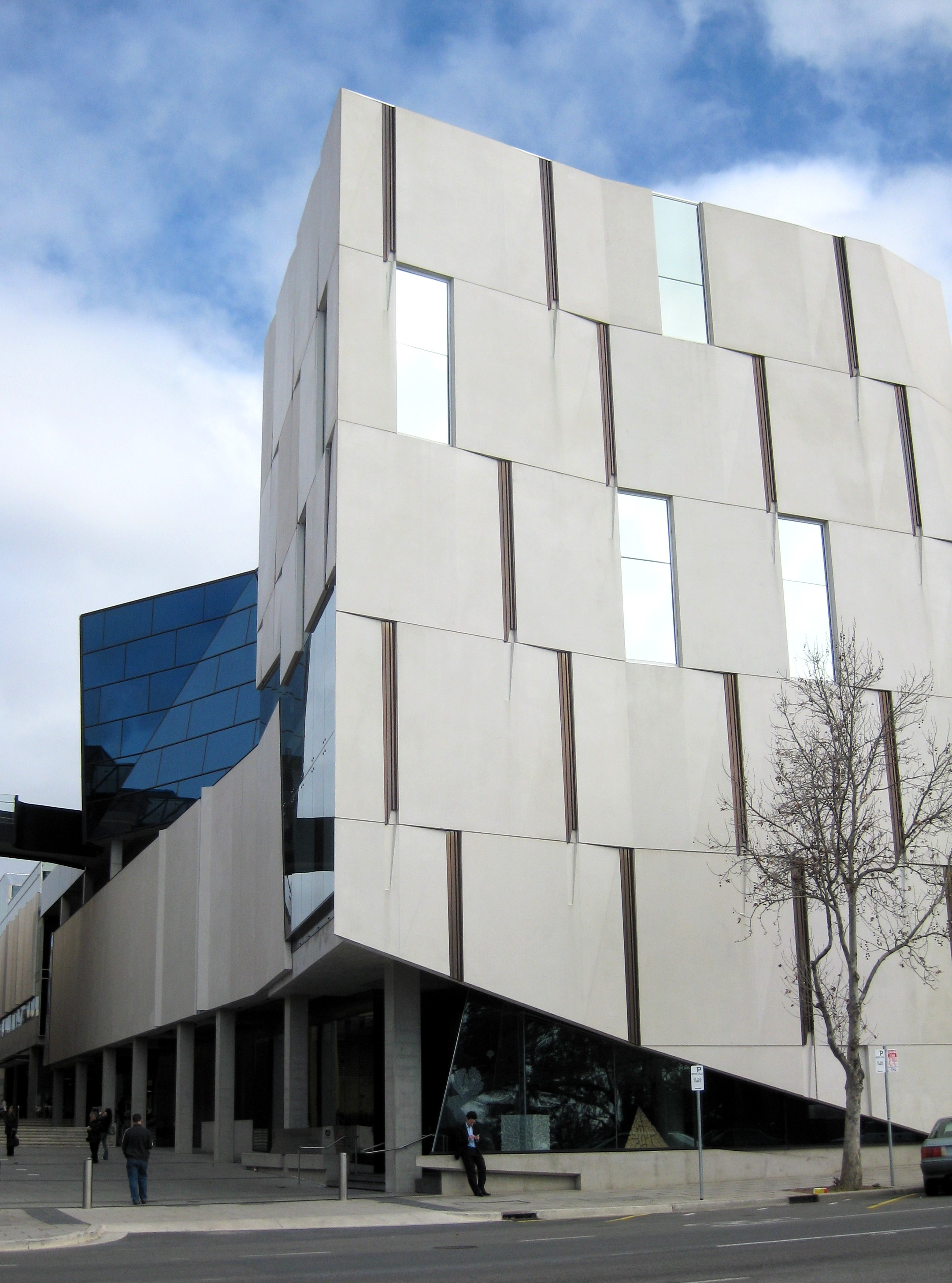
Tòa nhà Hawke, một phần của UniSA, Campus West City
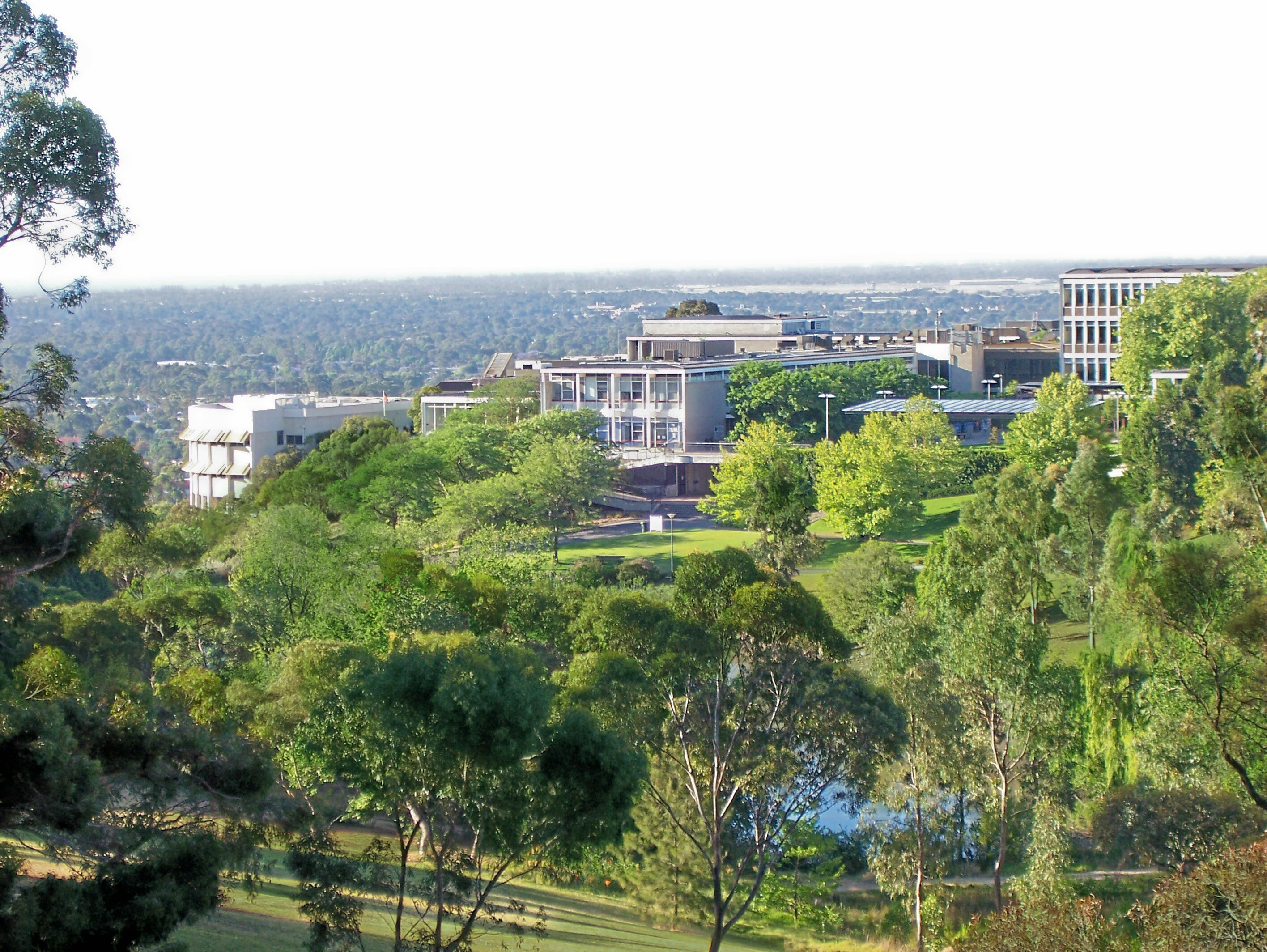
Đại học Flinders tòa nhà từ những ngọn đồi trong khuôn viên trường
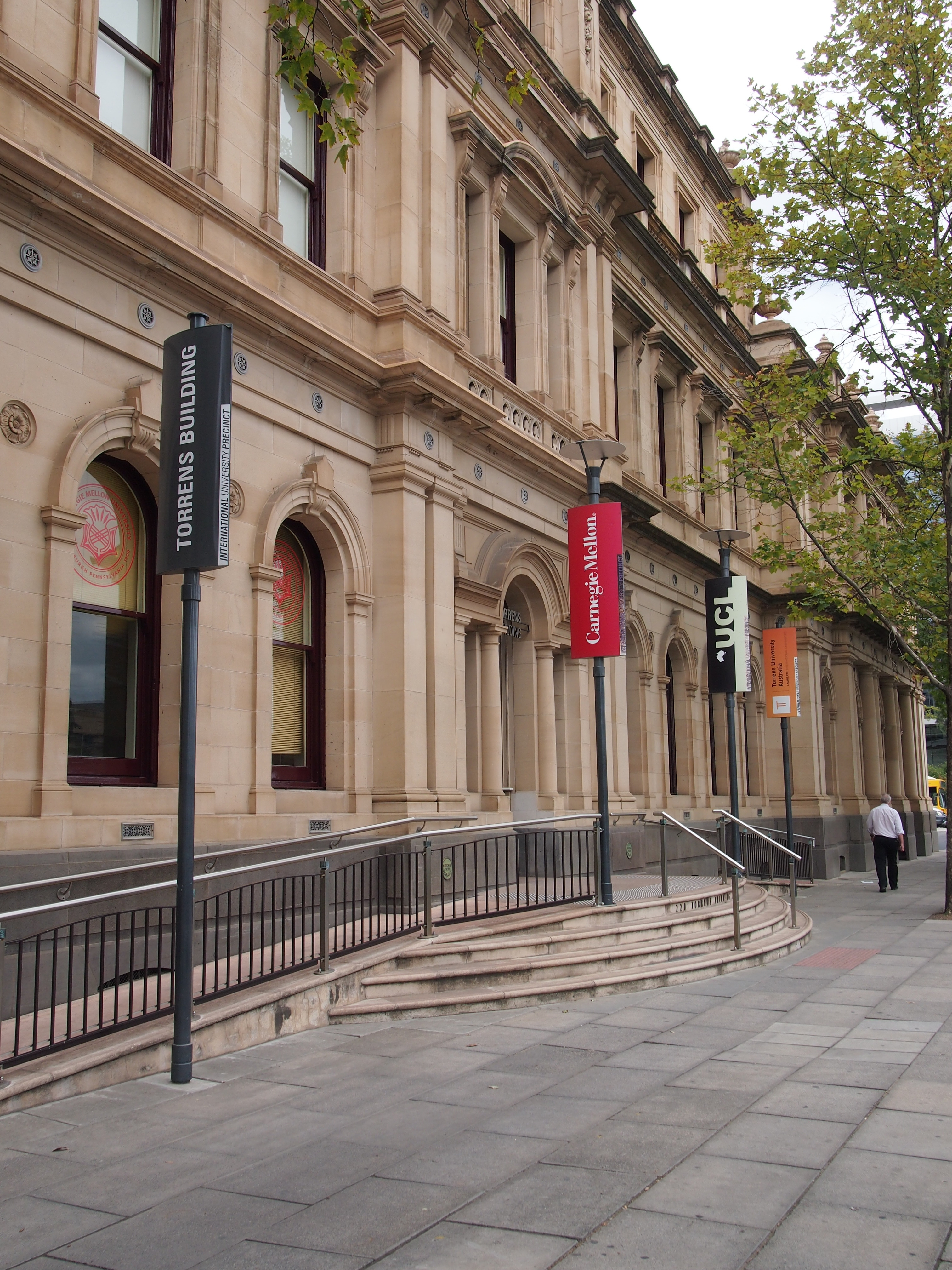
Đại học Torrens
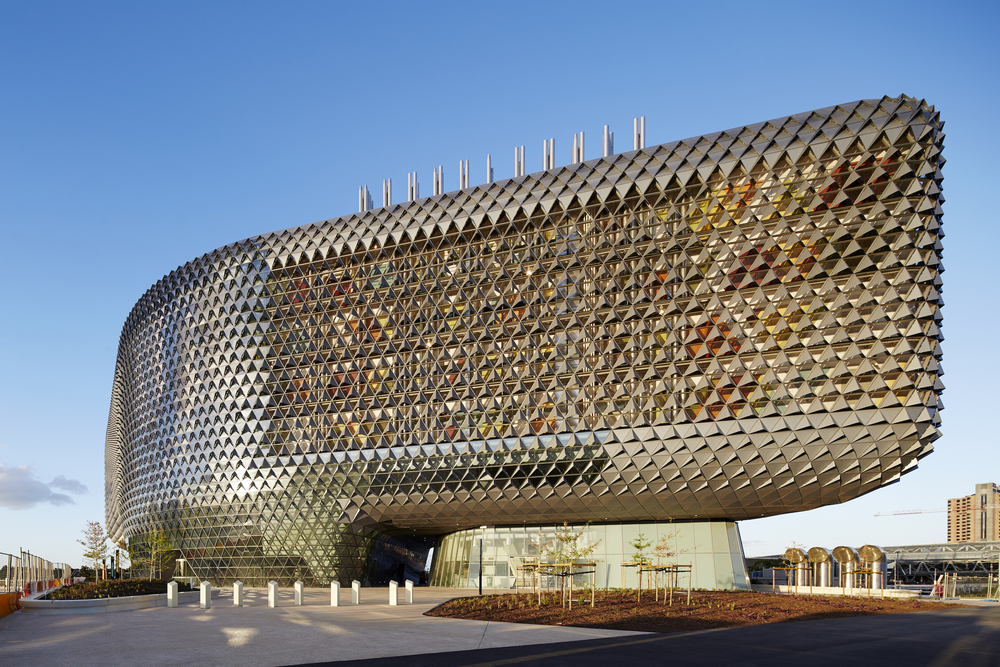
Viện nghiên cứu y tế và sức khỏe Nam Úc (SAHMRI)

## Văn hóa
Trong khi được thành lập như một tỉnh của Anh, và đã lĩnh hội rất nhiều văn hóa của Anh, Adelaide thu hút những người nhập cư từ các vùng khác của châu Âu sớm, bao gồm Đức và những người thoát khỏi cuộc đàn áp tôn giáo. Người Đức Lutherans đầu tiên đến vào năm 1838 mang theo họ những cành giâm mà họ đã từng tìm thấy những nhà máy rượu vang nổi tiếng của thung lũng Barossa.

### Nghệ thuật và giải trí
Nghệ thuật của Adelaide phát triển mạnh mẽ trong những năm 1960 và 1970 với sự hỗ trợ của các thủ tướng liên tiếp từ cả hai đảng chính trị lớn. Liên hoan Nghệ thuật Adelaide nổi tiếng và Lễ hội Fringe được thành lập vào năm 1960 dưới thời Thomas Playford. Việc xây dựng Trung tâm Lễ hội Adelaide bắt đầu dưới Steele Hall vào năm 1970 và được hoàn thành dưới chính phủ tiếp theo của Don Dunstan, người cũng thành lập Tổng công ty Điện ảnh Nam Úc và, vào năm 1976, là Nhà hát Opera Quốc gia Nam Úc.
Theo thời gian, Lễ hội Adelaide đã mở rộng để bao gồm Lễ hội Adelaide Cabaret, Liên hoan phim Adelaide, Lễ hội Ý tưởng Adelaide, Tuần lễ nhà văn Adelaide, và WOMADelaide, được tổ chức chủ yếu trong tháng mùa thu tháng 3 (đôi khi được gọi là "tháng ba cuồng nhiệt" bởi người dân địa phương do sự phân cụm bận rộn của những sự kiện này). Các lễ hội khác bao gồm FEAST (một lễ kỷ niệm văn hóa kỳ quặc), ẩm thực Úc (một món ăn hai năm một lần và rượu vang), và Royal Adelaide Show (một triển lãm nông nghiệp hàng năm và hội chợ tiểu bang).
Có rất nhiều hội chợ văn hóa quốc tế, đáng chú ý nhất là Schützenfest và Hy Lạp Glendi của Đức. Adelaide là quê hương của cuộc thi Giáng sinh Adelaide, cuộc diễu hành Giáng sinh lớn nhất thế giới. Là thủ phủ của bang, Adelaide là nơi tập trung nhiều cơ quan văn hóa với nhiều đại lộ dọc theo đại lộ North Terrace. Phòng trưng bày nghệ thuật Nam Úc, với khoảng 35.000 tác phẩm, tổ chức bộ sưu tập lớn thứ hai của Úc. Liền kề là Bảo tàng Nam Úc và Thư viện Tiểu bang Nam Úc, trong khi Vườn Bách thảo Adelaide, Trung tâm Rượu Quốc gia và Viện Văn hóa Thổ dân Quốc gia Tandanya nằm ở phía Đông của thành phố. Ở mặt sau của Thư viện Tiểu bang là Bảo tàng Di cư, bảo tàng lâu đời nhất của Úc thuộc loại này. Những cảnh nghệ thuật đương đại bao gồm Trung tâm Nghệ thuật Đương đại Nam Úc. Trung tâm Lễ hội Adelaide, trên bờ sông Torrens, là nơi tập trung nhiều hoạt động văn hóa trong thành phố và quê hương của Công ty Nhà hát Quốc gia Nam Úc, với các địa điểm khác như Trung tâm Giải trí Adelaide và nhiều nhà hát nhỏ của thành phố, quán rượu và quán bar cabaret.
Âm nhạc của Adelaide đã tạo ra các nhóm nhạc và cá nhân đã đạt được danh tiếng quốc gia và quốc tế. Điều này bao gồm Dàn nhạc giao hưởng Adelaide, Dàn nhạc giao hưởng Adelaide, ban nhạc rock The Angels, Cold Chisel, The Superjesus, Wolf & Cub, nhóm nhạc blues The Audreys, các tác phẩm nổi tiếng trên thế giới "I Killed The Prom Queen" và Double Dragon, hip hop phổ biến của Úc -Worktop Hoods, các nghệ sĩ pop như Sia, Orianthi, Guy Sebastian, và Wes Carr, cũng như các hoạt động tưởng nhớ quốc tế thành công, The Australian Pink Floyd Show.
Tay rock nổi tiếng Jimmy Barnes đã dành hầu hết tuổi trẻ của mình ở vùng ngoại ô phía bắc của Elizabeth. Paul Kelly lớn lên ở Adelaide và là trưởng khoa tại Đại học Rostrevor. Người chiến thắng giải "Idol của Úc" lần đầu tiên tổ chức, Guy Sebastian, đến từ vùng ngoại ô phía đông bắc của Golden Grove. Nhạc sĩ người Mỹ, Ben Folds đã từng sống ở Adelaide khi anh kết hôn với người Úc Frally Hynes. Các nếp gấp đã thu âm một bài hát về Adelaide trước khi anh rời đi. Ngoài WOMADelaide của riêng mình, Adelaide thu hút một số liên hoan âm nhạc lưu diễn, bao gồm cả Big Day Out, Creamfields, Future Music, Laneway, Parklife, Soundwave, Stereosonic và Summadayze
Adelaide đóng vai trò chủ nhà cho hai công ty múa đương đại hàng đầu của Úc. Nhà hát múa Úc và Leigh Warren & Dancers đóng góp cho các lễ hội quốc gia và biểu diễn trên toàn quốc và quốc tế. Restless Dance Theatre cũng có trụ sở tại Adelaide và được công nhận trên toàn quốc để làm việc với các vũ công khuyết tật và không khuyết tật để sử dụng chuyển động như một phương tiện biểu đạt.
Adelaide đã được UNESCO công nhận là "Thành phố âm nhạc" của Mạng lưới các thành phố sáng tạo được UNESCO công nhận.
Năm 2014, Ghil'ad Zuckermann thành lập Liên hoan Ngôn ngữ Adelaide.

### Địa điểm hòa nhạc
Các địa điểm hòa nhạc Adelaide (quá khứ và hiện tại) bao gồm Trung tâm Giải trí Adelaide; Nhà hát Adelaide Festival; Adelaide Oval; Sân vận động Apollo; Memorial Drive Park; Nhà hát Thebarton. Các địa điểm biểu diễn nhạc sống và hòa nhạc khác bao gồm Adelaide Town Hall; Nhà hát Dunstan; Nhà hát Her's Majesty.

### Báo chí
Báo chí ở Adelaide bị chi phối bởi các ấn phẩm của News Corporation — Adelaide là nơi ra đời của Tổng công ty Tin tức. Tờ báo hàng ngày duy nhất tại Nam Úc là The Advertiser, được xuất bản bởi News Corporation sáu ngày một tuần. Cùng một nhóm xuất bản 1 tờ báo ngày chủ nhật, Sunday Mail.
Có 11 tờ báo cộng đồng ngoại thành được xuất bản hàng tuần, được gọi chung là báo Messenger, cũng được xuất bản bởi một công ty con của News Corporation. Tuần báo độc lập là một tờ báo độc lập nhỏ cung cấp một cái nhìn khác, nhưng đã ngừng xuất bản ấn bản in của nó vào tháng 11 năm 2010 và hiện chỉ tồn tại dưới dạng bản tin kỹ thuật số hàng ngày. Tạp chí Adelaide Review là một bài báo miễn phí được xuất bản hai tuần một lần và các ấn phẩm tạp chí độc lập khác được xuất bản, nhưng không có sẵn rộng rãi.

## Thể thao

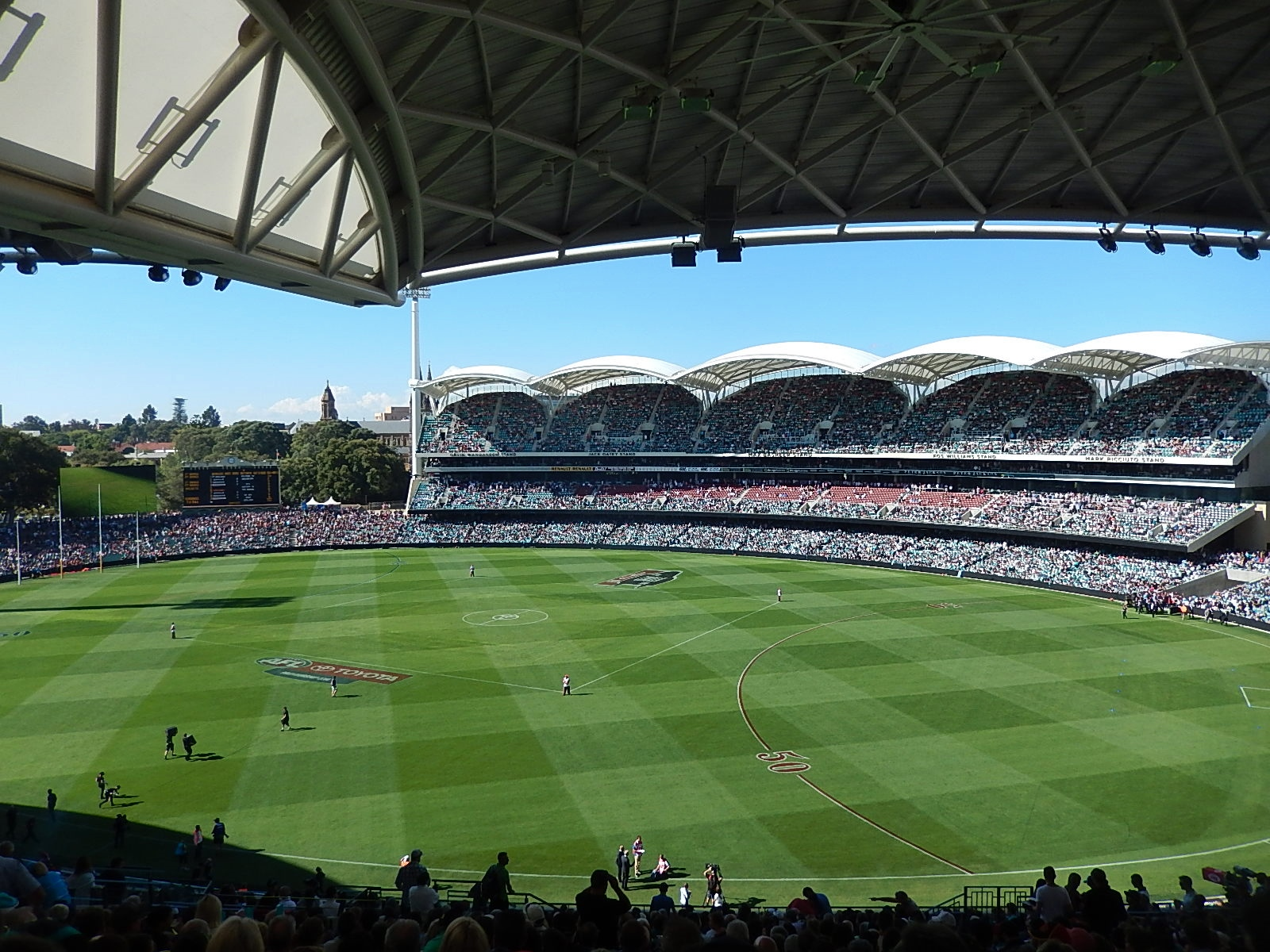
Adelaide Oval tổ chức các trận bóng bầu dục và cricket ở Nam Úc.

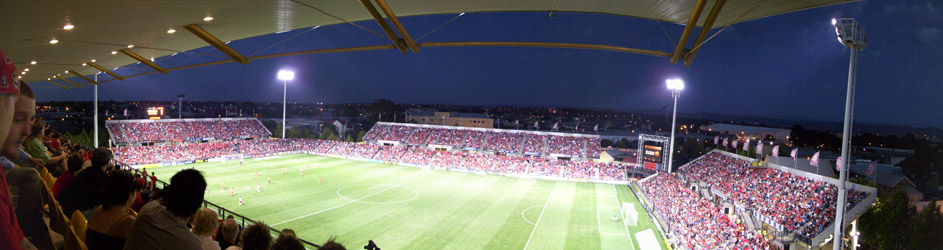
Sân vận động Hindmarsh là sân nhà của Adelaide United.

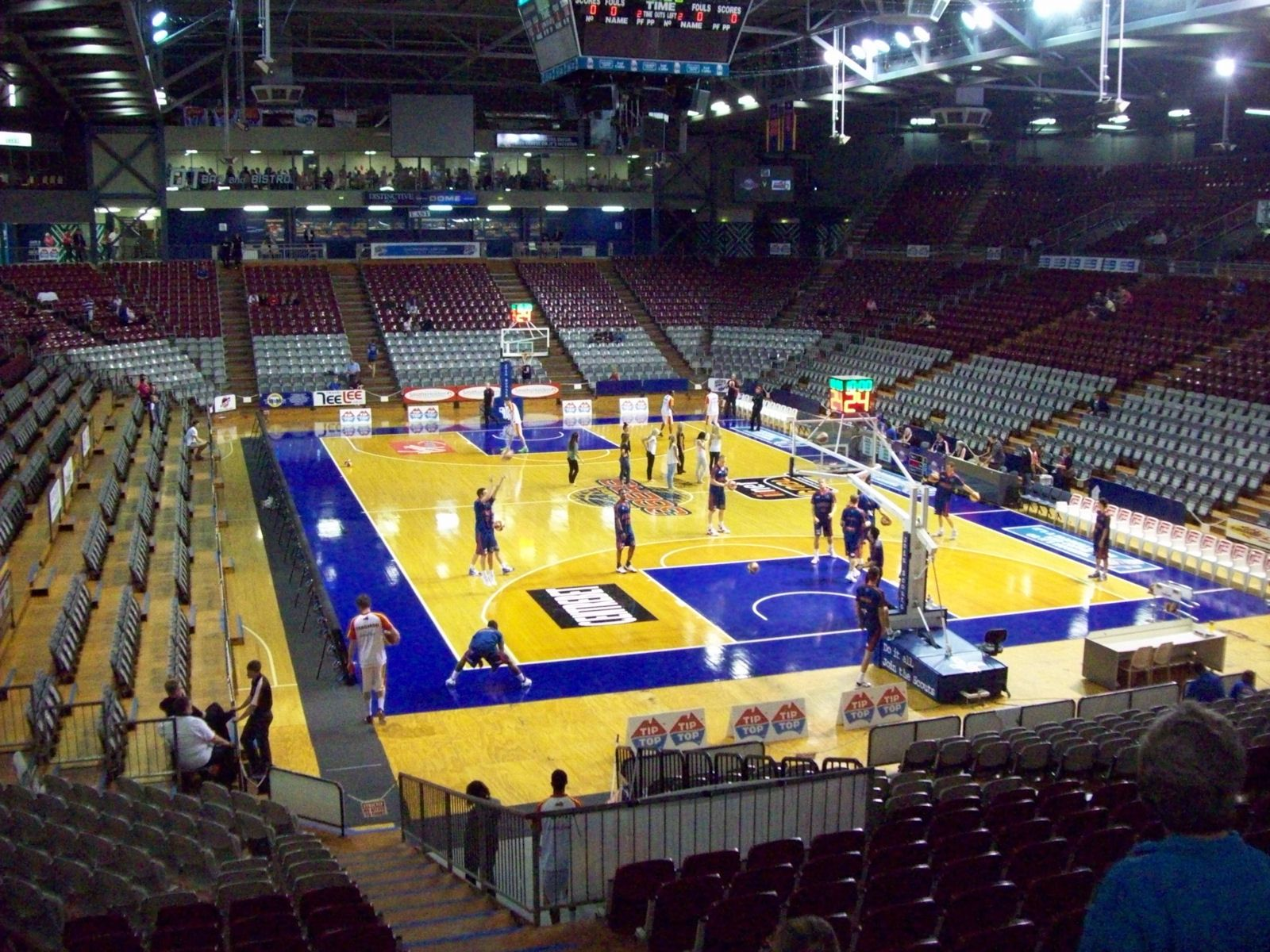
Titanium Security Arena tổ chức các trận bóng rổ ở Nam Úc.

Các môn thể thao chính được chơi chuyên nghiệp tại Adelaide là bóng bầu dục, bóng đá, cricket, và bóng rổ. Adelaide là nhà của hai câu lạc bộ bóng đá: Câu lạc bộ bóng đá Adelaide và Câu lạc bộ bóng đá Port Adelaide, và một đội bóng đang đá ở A-League, Adelaide United. Giải bóng đá quy tắc địa phương của Úc, SANFL, gồm 10 đội đến từ Adelaide. SANFL đã hoạt động từ năm 1877 khi nó bắt đầu là Hiệp hội Bóng đá Nam Úc (SAFL) trước khi đổi tên thành SANFL vào năm 1927. SANFL là giải đấu bóng đá lâu đời nhất còn sót lại của bất kỳ giải nào được chơi ở Úc. đã phát triển một nền văn hóa mạnh mẽ thu hút đám đông đến các sự kiện thể thao lớn. Cho đến khi hoàn thành việc cải tạo và nâng cấp sân vận động Adelaide Oval, hầu hết các sự kiện thể thao lớn diễn ra tại Sân vận động AAMI (sân nhà của Adelaide Crows, và địa điểm trận đấu tại sân của Port Adelaide), hoặc sân Adelaide Oval cũ, sân nhà của đội Redbacks Nam và các đội cricket Adelaide Strikers. Kể từ khi hoàn thành nâng cấp, cac trận trên sân nhà cho Adelaide Crows và Port Adelaide hiện đang diễn ra tại Adelaide Oval.
Kể từ năm 1884, Adelaide Oval cũng đã tổ chức giải cricket quốc tế mỗi mùa hè, cùng với một số trận đấu cricket Quốc tế Một ngày. Memorial Drive Park, tiếp giáp với Adelaide Oval, được sử dụng để tổ chức Davis Cup và các sự kiện quần vợt lớn khác, bao gồm giải quần vợt Úc mở rộng và (cho đến năm 2009) Adelaide International (nay được gọi là Brisbane International). Đội bóng đá hiệp hội chuyên nghiệp của Adelaide, Adelaide United, chơi ở A-League. Được thành lập vào năm 2003, sân nhà của họ là Sân vận động Hindmarsh, có sức chứa 17.000 và là một trong số ít sân bóng đá được xây dựng có mục đích ở Úc. Trước khi thành lập United, Adelaide City và West Adelaide đại diện cho thành phố trong Liên đoàn bóng đá quốc gia. Hai bên có trận derby Adelaide với nhau, bây giờ chơi ở giải ngoại hạng quốc gia Nam Úc.

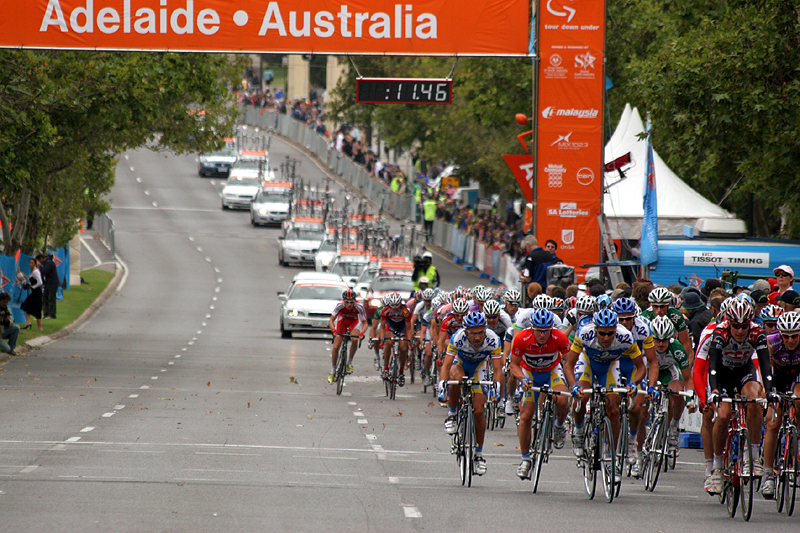
Tour Down Under là sự kiện đầu tiên của UCI World Tour.

Trong hai năm, 1997 và 1998, Adelaide đã được đại diện trong giải đấu bóng bầu dục cấp cao nhất của Úc, sau khi Giải bóng bầu dục New South Wales đã chơi một trận duy nhất mỗi mùa tại Adelaide Oval trong năm năm bắt đầu từ năm 1991. The Adelaide Rams được thành lập và chơi trong cuộc thi Super League (SL) ly khai vào năm 1997 trước khi chuyển đến giải bóng bầu dục quốc gia mới năm 1998. Ban đầu chơi tại Adelaide Oval, câu lạc bộ chuyển đến sân vận động Hindmarsh phù hợp vào cuối mùa giải 1998. Là một phần trong thỏa thuận hòa bình với Liên đoàn bóng bầu dục Úc chấm dứt tranh giành Super League, chủ sở hữu của News Limited (cũng là chủ sở hữu của SL) đột nhiên đóng cửa câu lạc bộ chỉ vài tuần trước khi bắt đầu mùa giải 1999.
Adelaide có hai đội bóng rổ chuyên nghiệp, đội bóng của nam giới là các cầu thủ Adelaide 36ers tham gia giải bóng rổ quốc gia (NBL) và đội nữ, Adelaide Lightning chơi trong giải bóng rổ nữ quốc gia (WNBL). Cả hai đội chơi trò chơi tại sân nhà của họ tại Titan Security Arena. Adelaide có một đội bóng rổ chuyên nghiệp, Adelaide Thunderbirds, chơi trong cuộc thi bóng rổ quốc gia, giải vô địch Suncorp Super Netball, với các trận đấu trên sân nhà được tổ chức tại sân vận động Priceline. Thunderbird thỉnh thoảng chơi trò chơi hoặc trận chung kết tại Titan Security Arena, trong khi các trận đấu bóng rổ quốc tế thường được chơi ở 10.500 chỗ ngồi tại Trung tâm Giải trí Adelaide. Titan Security Arena có sức chứa 8.000 và là sân vận động bóng rổ có mục đích lớn nhất ở Úc.
Từ năm 1999, Adelaide và các khu vực xung quanh đã tổ chức cuộc đua xe đạp Tour Down Under, được tổ chức và chỉ đạo bởi Mike Turtur có trụ sở tại Adelaide. Turtur đã giành được huy chương vàng Olympic cho đội tuyển Úc theo đuổi đội 4000m tại Thế vận hội Olympic Los Angeles 1984. Tour Down Under là sự kiện đạp xe lớn nhất bên ngoài châu Âu và là sự kiện đầu tiên bên ngoài châu Âu được cấp trạng thái UCI ProTour. Adelaide duy trì một nhượng quyền thương mại tại Australian Baseball League, Adelaide Bite. Họ đã chơi từ năm 2009, và sân nhà của họ (cho đến năm 2016) là Norwood Oval. Từ năm 2016, nhóm nghiên cứu đã chuyển đến Sân vận động Thể thao Diamond nằm gần Sân bay Quốc tế Adelaide do cải tạo tại Norwood. Tên của nó xuất phát từ Great Australian Bight địa phương, và từ sự phong phú của Great White Sharks địa phương. Adelaide cũng có đội khúc côn cầu Khúc côn cầu trên băng, Adelaide Adrenaline tại Liên đoàn Khúc côn cầu trên băng Úc (AIHL). Đó là nhà vô địch quốc gia vào năm 2009 và chơi các trận đấu tại IceArenA.
Giải đua xe công thức 1 Grand Prix Úc cho chức vô địch thế giới được tổ chức bởi Adelaide từ năm 1985 đến 1995 trên đường Adelaide Street Circuit được bố trí tại khu East End của thành phố cũng như các khu công viên phía đông bao gồm Trường đua ngựa Victoria Park. Grand Prix đã trở thành một nguồn niềm tự hào, và mất sự kiện đến Melbourne trong một thông báo bất ngờ vào giữa năm 1993 đã để lại một khoảng trống đã được lấp đầy với rất thành công ở Clipsal 500 cho V8 Supercar đua, được tổ chức trên một phiên bản sửa đổi của cùng mạch đường phố. The Classic Adelaide, một cuộc biểu tình của các loại xe thể thao cổ điển, cũng được tổ chức tại thành phố và khu vực xung quanh.
Adelaide trước đây có ba địa điểm đua ngựa. Victoria Park, Trường đua ngựa Cheltenham Park, cả hai đều đã đóng cửa, và Trường đua ngựa Morphettville vẫn là quê hương của Câu lạc bộ Jockey Nam Úc. Nó cũng có Globe Derby Park cho Harness đua mở cửa vào năm 1969, và vào năm 1973 đã trở thành địa điểm đua xe khai thác hàng đầu của Adelaide tiếp quản từ Wayville Showgrounds, cũng như Greyhound Park cho lễ đua chó greyhound mở cửa vào năm 1972.
Cuộc đua World Solar Challenge thu hút các đội từ khắp nơi trên thế giới, hầu hết trong số đó được các trường đại học hoặc các tập đoàn đưa vào hoạt động, mặc dù một số trường được các trường trung học cấp. Cuộc đua có lịch sử 20 năm kéo dài chín cuộc đua, với sự kiện khai mạc diễn ra vào năm 1987. Adelaide tổ chức giải vô địch thế giới 2012 tại Lockleys Bowling Club, trở thành thành phố thứ ba trên thế giới đã tổ chức giải vô địch hai lần, trước đây đã tổ chức sự kiện này vào năm 1996.
Đường đua vượt địa hình cũng rất phổ biến ở Adelaide với ba đường cao tốc hoạt động. Adelaide Motorsport Park, nằm cạnh đường đua xe đường đua quốc tế Adelaide tại Virginia (24 km (15 dặm) về phía bắc trung tâm thành phố) đã hoạt động liên tục từ năm 1979 sau khi đóng cửa đường đua Rowley Park Speedway nổi tiếng. Gillman Speedway nằm trong vùng ngoại ô bán công nghiệp của Gillman, đã hoạt động từ năm 1998 và phục vụ cho xe máy tốc độ và Sidecars, trong khi Sidewinders Speedway nằm ở Wingfield cũng là một đường xe máy dành riêng cho tay đua dưới 16 tuổi và đã hoạt động kể từ 1978.
Adelaide là nơi có Great Southern Slam, giải đấu derby lớn nhất thế giới. Giải đấu đã được tổ chức hai năm một lần vào dịp cuối tuần lễ của Nữ hoàng của Úc kể từ năm 2010. Vào năm 2014 và 2016, giải đấu có 45 đội chơi ở hai đội. Vào năm 2018, giải đấu đã mở rộng đến 48 đội thi đấu trong ba đội.

## Giao thông

Bản đồ hệ thống đường sắt và tàu điện ở Adelaide.

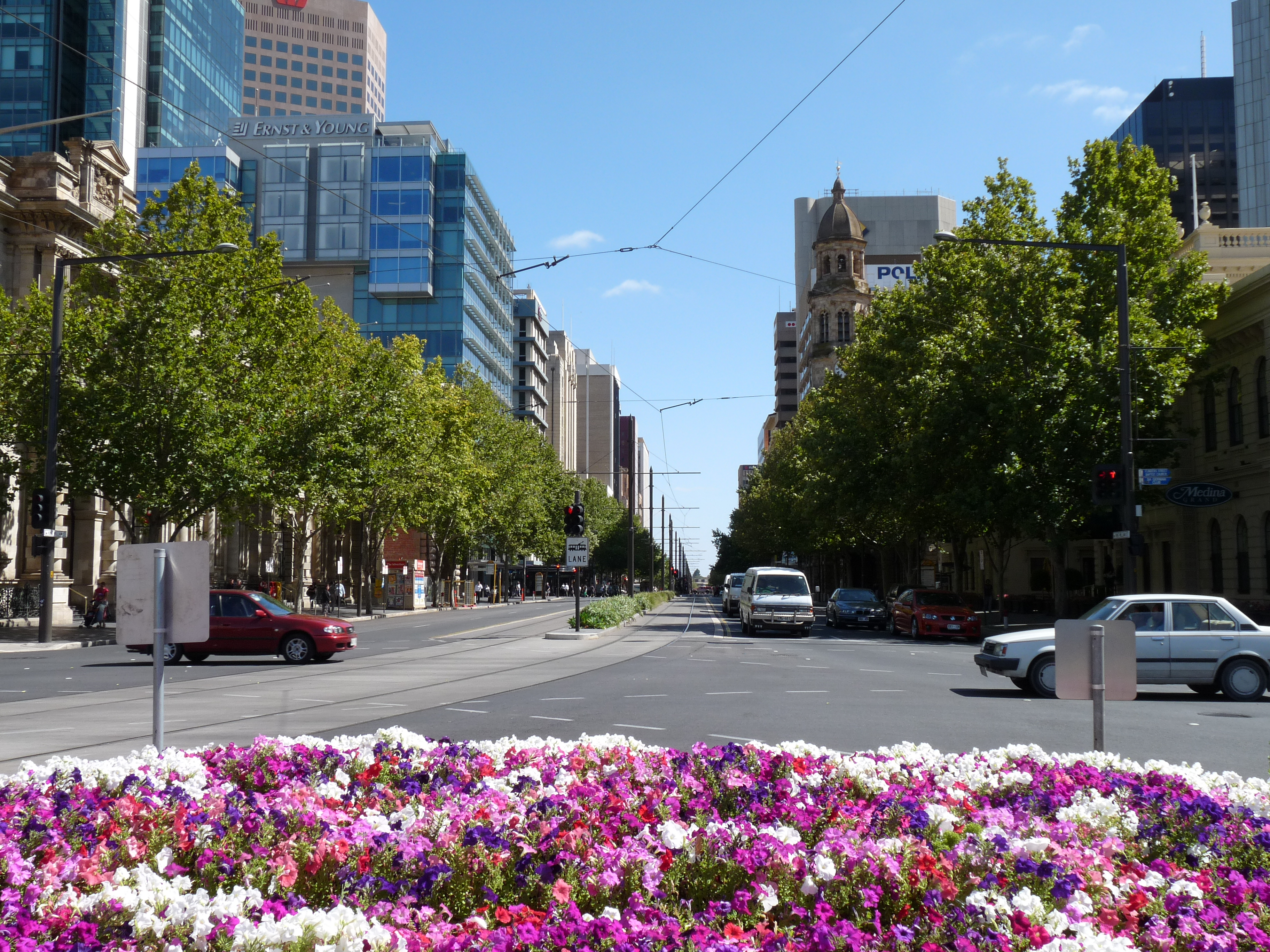
King William, một trong những con đường chính rộng nhất trong các thủ phủ của Úc, nhìn từ quảng trường Victoria.

Có vị trí thuận lợi để di chuyển đến bất kì đâu trên lãnh thổ Úc, Adelaide tạo thành một trung tâm giao thông chiến lược cho các tuyến đông-tây và bắc-nam. Bản thân thành phố có hệ thống giao thông công cộng rộng khắp đô thị, được quản lý bởi và được biết đến với tên gọi là tàu điện ngầm Adelaide. Tàu điện ngầm Adelaide bao gồm một hệ thống xe buýt có hợp đồng bao gồm O-Bahn Busway, đường sắt đô thị (với động cơ diesel và đường dây điện) và Xe điện Adelaide-Glenelg, được mở rộng như một xe điện đô thị vào năm 2010 thông qua trung tâm thành phố. - vùng ngoại ô Hindmarsh. Ngoài ra còn có kế hoạch mở rộng xe điện đến Port Adelaide và Semaphore. Một tuyến xe điện CBD cũng đang được xem xét và kế hoạch tổng thể sân bay Adelaide mới nhất cũng đã tiết lộ một chuyến xe điện đến sân bay trong tương lai gần.
Giao thông đường bộ ở Adelaide có lịch sử tương đối dễ dàng hơn so với nhiều thành phố khác của Úc, với bố trí thành phố được xác định rõ và các con đường nhiều làn đường rộng từ khi bắt đầu phát triển. Trong lịch sử, Adelaide được biết đến như là một "thành phố 20 phút", với những người đi làm đã có thể đi từ ngoại thành đô thị đến thành phố trong khoảng 20 phút. Tuy nhiên, những con đường này hiện nay thường được coi là không đủ để đối phó với giao thông đường bộ ngày càng tăng của Adelaide, và thường gặp phải tình trạng tắc nghẽn giao thông.

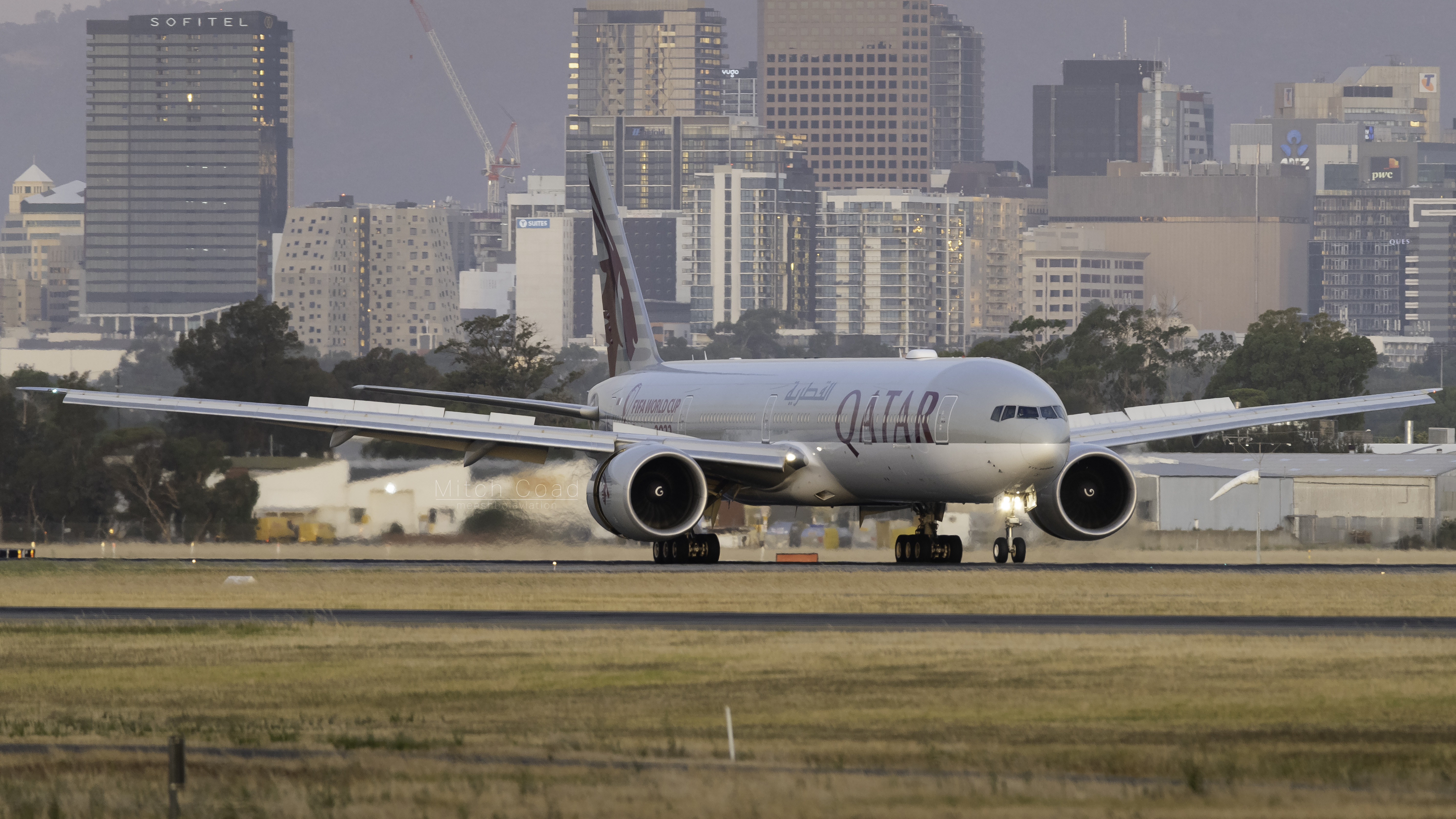
Một chiếc máy bay của Qatar tại Sân bay Adelaide.

Khu vực đô thị Adelaide có một xa lộ và ba đường cao tốc. Để xây dựng, chúng là:
- Xa lộ Đông Nam (M1), kết nối góc đông nam của Đồng bằng Adelaide với Đồi Adelaide và xa hơn với Cầu Murray và Tailem Bend, nơi nó tiếp tục là Quốc lộ 1 về phía đông nam đến Melbourne.
- Đường cao tốc phía Nam (M2), kết nối các vùng ngoại ô phía nam bên ngoài với các vùng ngoại ô phía nam bên trong và trung tâm thành phố. Nó trùng lặp con đường của South Road.
- Đường cao tốc Bắc-Nam (M2), là một dự án lớn đang được triển khai sẽ trở thành hành lang chính bắc-nam, thay thế phần lớn là đường South Road, nối với đường cao tốc phía Nam và đường cao tốc River River. Hiện tại, đường cao tốc chạy như một đường cao tốc trên cao từ ngã ba của nó với đường cao tốc Port River đến đường Regency, ở phía tây bắc của Adelaide. Tiếp tục của đường cao tốc hiện đang được xây dựng ở cả hai đầu của đường cao tốc, tại Darlington và trong dự án "Torrens to Torrens".
- Đường cao tốc Port River (A9), kết nối Cảng Adelaide và Cảng Ngoài với Cảng Wakefield ở "lối vào" phía bắc đến khu vực đô thị.
- Đường cao tốc phía Bắc (đường cao tốc Max Fatchen) (M20), kết nối các vùng ngoại ô phía bắc đi qua đường cao tốc Stuart (Quốc lộ 20) qua Cầu vượt Gawler đến Cảng Wakefield tại một điểm cách vài cây số về phía bắc của kết nối Đường cao tốc Cảng sông.
- Kết nối phía Bắc (tuyến đường đề xuất M20) bắt đầu xây dựng vào năm 2016, kết nối đường cao tốc Bắc-Nam với đường cao tốc phía Bắc. Đường sẽ không phải chịu phí cầu đường trực tiếp, nhưng Nam Úc sẽ trở thành điểm kiểm tra "phí mạng" bao gồm việc tính phí xe tải dựa trên việc sử dụng đường và tác động thay cho phí đăng ký cao.

Khu vực đô thị Adelaide có hai sân bay thương mại, Sân bay Adelaide và Sân bay Parafield. Sân bay Adelaide, ở ngoại ô phía tây Adelaide, phục vụ hơn 8 triệu hành khách mỗi năm. Sân bay Parafield, sân bay thứ hai cách Adelaide 18 km (11 dặm) về phía bắc của trung tâm thành phố, được sử dụng cho máy bay nhỏ, đào tạo phi công và mục đích hàng không giải trí. Sân bay Parafield phục vụ như sân bay chính của Adelaide cho đến khi khai trương Sân bay Adelaide vào tháng 2 năm 1955.

## Thành phố kết nghĩa
Adelaide có các thành phố kết nghĩa sau:
- Austin, Mỹ - 1983
- Christchurch, New Zealand - 1972
- George Town, Penang - 1973
- Himeji, Nhật Bản - 1982